# Provincia de Salamanca
Salamanca es una provincia española, situada en el sudoeste de la comunidad autónoma de Castilla y León, con capital en la ciudad de Salamanca. Limita con la provincia de Zamora al norte, con la de Valladolid al noreste, con la de Ávila al este, con la de Cáceres al sur y con Portugal al oeste. Tiene una superficie de 12 349,06 km2 y en 2024 contaba con 327 552 habitantes.
Tras la división administrativa de 1833, realizada por Javier de Burgos, quedó constituida como tal, formando parte, aunque sin operatividad administrativa, de la región de León. Está dividida en 362 municipios, siendo la segunda provincia española después de Burgos por número de municipios, 11 comarcas, 27 unidades básicas de ordenación y servicios del territorio, 32 mancomunidades y 5 partidos judiciales.

## Símbolos

### Escudo
Escudo cuartelado, en el primer cuartel, de azur, tres columnas de las ruinas de un templo romano de oro, colocadas dos y una que es el escudo de Ciudad Rodrigo; en el segundo, de azur, cinco abejas de oro puestas en sotuer que es de Béjar; en el tercero, de plata, cinco torres de oro mamposteadas de sable puestas en sotuer que es de Peñaranda de Bracamonte; y en cuarto de plata, una pluma de gules y una espada de plata encabada de oro colocadas en souter, superadas por la Cruz de San Antón de azur que es de Vitigudino. Sobre el todo, escusón partido, primero, de plata un puente de piedra, mazonado de sable, sobre el que está pasante un toro arrestado de sable, y tras él, una higuera de sinople, arrancada; segundo, de oro con cuatro palos de gules; bordura de azur con ocho cruces paté de plata; mantelado en jefe de plata, con dos leones mornados, al natural, salientes de los flancos y afrontados que es el de la Ciudad de Salamanca.

### Bandera
La bandera consiste en un paño de color púrpura claro con el escudo empleado por la Diputación provincial.

## Geografía
La provincia de Salamanca se localiza en la parte noroeste de la península ibérica, en la región histórica de León y, desde 1983, integrada en la comunidad autónoma de Castilla y León. Ocupa una superficie geográfica de 12 349,06 km2, lo que la convierte en la tercera provincia de Castilla y León por extensión después de las de León y Burgos y en la decimosexta de España. Limita con la provincia de Zamora al norte, con la provincia de Valladolid al noreste, con la provincia de Ávila al este, con Extremadura al sur y con Portugal al oeste.
| Noroeste: Portugal | Norte: Zamora | Nordeste: Valladolid |
| Oeste: Portugal    |               | Este: Ávila          |
| Suroeste: Portugal | Sur: Cáceres  | Sureste: Ávila       |

### Orografía
Posee altitud media de 823 m sobre el nivel del mar y existen grandes diferencias entre unas zonas y otras. Con una altitud de 2428 m, el punto más alto de la provincia es el pico del Canchal de la Ceja, en la sierra de Béjar, y con 116 m, el punto más bajo es el valle del Salto de Saucelle, en las arribes.
Sus entidades geográficas diferenciadas son la dehesa (que ocupa toda la zona conocida como Campo Charro), la serranía (Sierras de Gata, Francia-Quilamas y Béjar), la llanura cerealista (principalmente en La Armuña, la Tierra de Peñaranda y parte de la Tierra de Alba), el regadío extenso (comarca de Las Villas) y las arribes del Duero, el Tormes, el río de las Uces, el Huebra y el Águeda (en las comarcas de La Ribera y El Abadengo).

### Hidrografía

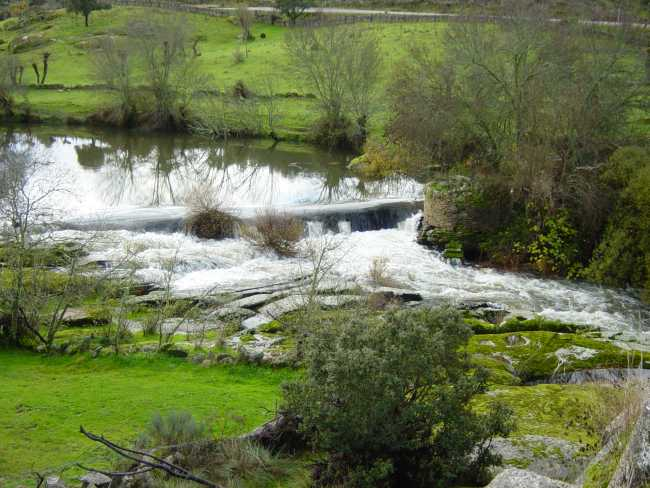
El río Yeltes a su paso por el término de Villavieja de Yeltes

La red hidrográfica salmantina está conformada principalmente por la cuenca hidrográfica del Duero. Sus ríos más importantes son el Tormes, el Águeda, el Huebra, el Yeltes y el propio Duero. Los ríos del sudeste pertenecen a la cuenca hidrográfica del Tajo. Entre ellos destaca especialmente el río Alagón, en el que desembocan la mayoría de los ríos de las vertientes septentrionales de la sierra de Francia-Quilamas y la sierra de Béjar.
Varios cauces tienen regulado su caudal mediante pantanos, embalses y presas. La de Salamanca, con más de 3400 hm3, es la tercera provincia española con mayor capacidad de embalse de agua, solamente superada por las de Badajoz y Cáceres. Destacan la presa y el embalse de Almendra como la presa más alta y uno de los embalses más extensos de España. Ambas forman parte de los Saltos del Duero, un zamorano-salmantino complejo hidroeléctrico muy importante a nivel nacional. Las demás presas y embalses de la provincia son las de Águeda, Aldeadávila, Irueña, Navamuño, Riolobos, San Fernando, Santa Teresa, Saucelle y Villagonzalo de Tormes.

### Espacios naturales protegidos
En toda la provincia existen cinco espacios naturales protegidos a nivel regional. Son el parque natural de Arribes del Duero, el parque natural de Las Batuecas-Sierra de Francia, el espacio natural protegido de El Rebollar, la Sierra de Candelario y la Sierra de las Quilamas. En su totalidad, ocupan una superficie de 210 282 hectáreas. Las Sierras de Francia y Béjar y la Meseta Ibérica han sido declaradas reserva de la biosfera.
También existen diez zonas de especial protección para las aves (ZEPA) y trece lugares de importancia comunitaria (LIC). Son las Arribes del Duero, una parte del Campo de Argañán, una parte del Campo de Azaba, los Campos de Alba, Candelario, Las Batuecas-Sierra de Francia, el espacio natural protegido de El Rebollar, la Sierra de las Quilamas, las riberas de los ríos Huebra, Yeltes, río de las Uces y afluentes, las riberas del río Agadón, las riberas del río Águeda, las riberas del río Alagón y afluentes, las riberas del río Tormes y afluentes, y el valle del Cuerpo de Hombre.

### Clima
La provincia presenta un clima mediterráneo continentalizado con destacada influencia atlántica. Se caracteriza por sus inviernos fríos y semihúmedos y sus veranos calurosos y secos.
La temperatura media anual de la ciudad de Salamanca es de alrededor de 12 °C. Es una de las capitales de provincia con las mínimas más frías de España en invierno.
| Parámetros climáticos promedio de Salamanca (Aeropuerto de Matacán)                                                                                          | Parámetros climáticos promedio de Salamanca (Aeropuerto de Matacán) | Parámetros climáticos promedio de Salamanca (Aeropuerto de Matacán) | Parámetros climáticos promedio de Salamanca (Aeropuerto de Matacán) | Parámetros climáticos promedio de Salamanca (Aeropuerto de Matacán) | Parámetros climáticos promedio de Salamanca (Aeropuerto de Matacán) | Parámetros climáticos promedio de Salamanca (Aeropuerto de Matacán) | Parámetros climáticos promedio de Salamanca (Aeropuerto de Matacán) | Parámetros climáticos promedio de Salamanca (Aeropuerto de Matacán) | Parámetros climáticos promedio de Salamanca (Aeropuerto de Matacán) | Parámetros climáticos promedio de Salamanca (Aeropuerto de Matacán) | Parámetros climáticos promedio de Salamanca (Aeropuerto de Matacán) | Parámetros climáticos promedio de Salamanca (Aeropuerto de Matacán) | Parámetros climáticos promedio de Salamanca (Aeropuerto de Matacán) |
| Mes | Ene.                                                                | Feb.                                                                | Mar.                                                                | Abr.                                                                | May.                                                                | Jun.                                                                | Jul.                                                                | Ago.                                                                | Sep.                                                                | Oct.                                                                | Nov.                                                                | Dic.                                                                | Anual                                                               |
| --- | ------------------------------------------------------------------- | ------------------------------------------------------------------- | ------------------------------------------------------------------- | ------------------------------------------------------------------- | ------------------------------------------------------------------- | ------------------------------------------------------------------- | ------------------------------------------------------------------- | ------------------------------------------------------------------- | ------------------------------------------------------------------- | ------------------------------------------------------------------- | ------------------------------------------------------------------- | ------------------------------------------------------------------- | ------------------------------------------------------------------- |
| Temp. media (°C) | 3.8                                                                 | 5.5                                                                 | 7.8                                                                 | 9.8                                                                 | 13.6                                                                | 18.1                                                                | 21.1                                                                | 20.6                                                                | 17.4                                                                | 12.4                                                                | 7.2                                                                 | 4.4                                                                 | 11.80                                                               |
| Precipitación total (mm) | 36                                                                  | 31.6                                                                | 23.9                                                                | 35.7                                                                | 42.5                                                                | 32.3                                                                | 16.6                                                                | 10.1                                                                | 32.5                                                                | 43.2                                                                | 44.3                                                                | 35.4                                                                | 383.9                                                               |
| Fuente: Ministerio de Agricultura, Alimentación y Medio Ambiente. Datos de temperatura y precipitación para el periodo 1969-1982 en el aeropuerto de Matacán |                                                                     |                                                                     |                                                                     |                                                                     |                                                                     |                                                                     |                                                                     |                                                                     |                                                                     |                                                                     |                                                                     |                                                                     |                                                                     |

En Las Arribes existe un microclima mediterráneo que hace que las temperaturas sean más cálidas. Está motivado principalmente por la menor altitud de la zona. En el observatorio de Mieza (a 646 m s. n. m.) se registran 12,2 °C de temperatura media anual mientras que en la presa de Aldeadávila (a 220 m s. n. m.) y en la presa de Saucelle (a 116 m s. n. m.) se registran 15,5 °C y 17,1 °C respectivamente. Esto resulta especialmente llamativo al compararlo con los datos de cualquier ciudad mediterránea pues no difieren mucho (Valencia registra 16,9 °C de media anual). Es así, unos de los puntos más cálidos de la provincia.
| Parámetros climáticos promedio de Salto de Saucelle (Las Arribes)                                                                                        | Parámetros climáticos promedio de Salto de Saucelle (Las Arribes) | Parámetros climáticos promedio de Salto de Saucelle (Las Arribes) | Parámetros climáticos promedio de Salto de Saucelle (Las Arribes) | Parámetros climáticos promedio de Salto de Saucelle (Las Arribes) | Parámetros climáticos promedio de Salto de Saucelle (Las Arribes) | Parámetros climáticos promedio de Salto de Saucelle (Las Arribes) | Parámetros climáticos promedio de Salto de Saucelle (Las Arribes) | Parámetros climáticos promedio de Salto de Saucelle (Las Arribes) | Parámetros climáticos promedio de Salto de Saucelle (Las Arribes) | Parámetros climáticos promedio de Salto de Saucelle (Las Arribes) | Parámetros climáticos promedio de Salto de Saucelle (Las Arribes) | Parámetros climáticos promedio de Salto de Saucelle (Las Arribes) | Parámetros climáticos promedio de Salto de Saucelle (Las Arribes) |
| Mes | Ene.                                                              | Feb.                                                              | Mar.                                                              | Abr.                                                              | May.                                                              | Jun.                                                              | Jul.                                                              | Ago.                                                              | Sep.                                                              | Oct.                                                              | Nov.                                                              | Dic.                                                              | Anual                                                             |
| --- | ----------------------------------------------------------------- | ----------------------------------------------------------------- | ----------------------------------------------------------------- | ----------------------------------------------------------------- | ----------------------------------------------------------------- | ----------------------------------------------------------------- | ----------------------------------------------------------------- | ----------------------------------------------------------------- | ----------------------------------------------------------------- | ----------------------------------------------------------------- | ----------------------------------------------------------------- | ----------------------------------------------------------------- | ----------------------------------------------------------------- |
| Temp. media (°C) | 7.5                                                               | 9.6                                                               | 12.5                                                              | 14.7                                                              | 18.7                                                              | 23.40                                                             | 27.4                                                              | 27.1                                                              | 23.7                                                              | 18                                                                | 11.9                                                              | 8.4                                                               | 16.9                                                              |
| Precipitación total (mm) | 65.3                                                              | 52.6                                                              | 34.9                                                              | 44.8                                                              | 49.5                                                              | 31.5                                                              | 16.3                                                              | 13.5                                                              | 40.3                                                              | 61.7                                                              | 63.5                                                              | 58.8                                                              | 532.6                                                             |
| Fuente: Ministerio de Agricultura, Alimentación y Medio Ambiente. Datos de temperatura y precipitación para el periodo 1969-1982 en el Salto de Saucelle |                                                                   |                                                                   |                                                                   |                                                                   |                                                                   |                                                                   |                                                                   |                                                                   |                                                                   |                                                                   |                                                                   |                                                                   |                                                                   |

La zona con mayor pluviosidad de la provincia es la de serranía. Las sierras de Gata, Francia-Quilamas y Béjar recogen alrededor de 1000 mm anuales de precipitación y están incluidas en lo que se conoce como la España húmeda. Destaca especialmente como lugar lluvioso la localidad de Navasfrías, en El Rebollar (Sierra de Gata). La comarca de Vitigudino es también bastante húmeda ya que registra una media de 700 mm anuales. Por el contrario, la zona menos lluviosa, con cerca de 400 mm anuales, es la comarca de Las Villas y el área circundante a la ciudad de Salamanca.
| Parámetros climáticos promedio de Mogarraz (Sierra de Francia)                                                                               | Parámetros climáticos promedio de Mogarraz (Sierra de Francia) | Parámetros climáticos promedio de Mogarraz (Sierra de Francia) | Parámetros climáticos promedio de Mogarraz (Sierra de Francia) | Parámetros climáticos promedio de Mogarraz (Sierra de Francia) | Parámetros climáticos promedio de Mogarraz (Sierra de Francia) | Parámetros climáticos promedio de Mogarraz (Sierra de Francia) | Parámetros climáticos promedio de Mogarraz (Sierra de Francia) | Parámetros climáticos promedio de Mogarraz (Sierra de Francia) | Parámetros climáticos promedio de Mogarraz (Sierra de Francia) | Parámetros climáticos promedio de Mogarraz (Sierra de Francia) | Parámetros climáticos promedio de Mogarraz (Sierra de Francia) | Parámetros climáticos promedio de Mogarraz (Sierra de Francia) | Parámetros climáticos promedio de Mogarraz (Sierra de Francia) |
| Mes | Ene.                                                           | Feb.                                                           | Mar.                                                           | Abr.                                                           | May.                                                           | Jun.                                                           | Jul.                                                           | Ago.                                                           | Sep.                                                           | Oct.                                                           | Nov.                                                           | Dic.                                                           | Anual                                                          |
| --- | -------------------------------------------------------------- | -------------------------------------------------------------- | -------------------------------------------------------------- | -------------------------------------------------------------- | -------------------------------------------------------------- | -------------------------------------------------------------- | -------------------------------------------------------------- | -------------------------------------------------------------- | -------------------------------------------------------------- | -------------------------------------------------------------- | -------------------------------------------------------------- | -------------------------------------------------------------- | -------------------------------------------------------------- |
| Temp. media (°C) | 7.5                                                            | 8.5                                                            | 9.6                                                            | 12.6                                                           | 15.5                                                           | 20.7                                                           | 25.7                                                           | 26.3                                                           | 22.1                                                           | 16.5                                                           | 11.6                                                           | 7.4                                                            | 15.3                                                           |
| Precipitación total (mm) | 207.7                                                          | 200.7                                                          | 123.6                                                          | 93.7                                                           | 138.8                                                          | 59.2                                                           | 18.9                                                           | 12.3                                                           | 58.9                                                           | 138.0                                                          | 141.2                                                          | 212.7                                                          | 1405.6                                                         |
| Fuente: Ministerio de Agricultura, Alimentación y Medio Ambiente. Datos de temperatura y precipitación para el periodo 1969-1982 en Mogarraz |                                                                |                                                                |                                                                |                                                                |                                                                |                                                                |                                                                |                                                                |                                                                |                                                                |                                                                |                                                                |                                                                |

## Historia

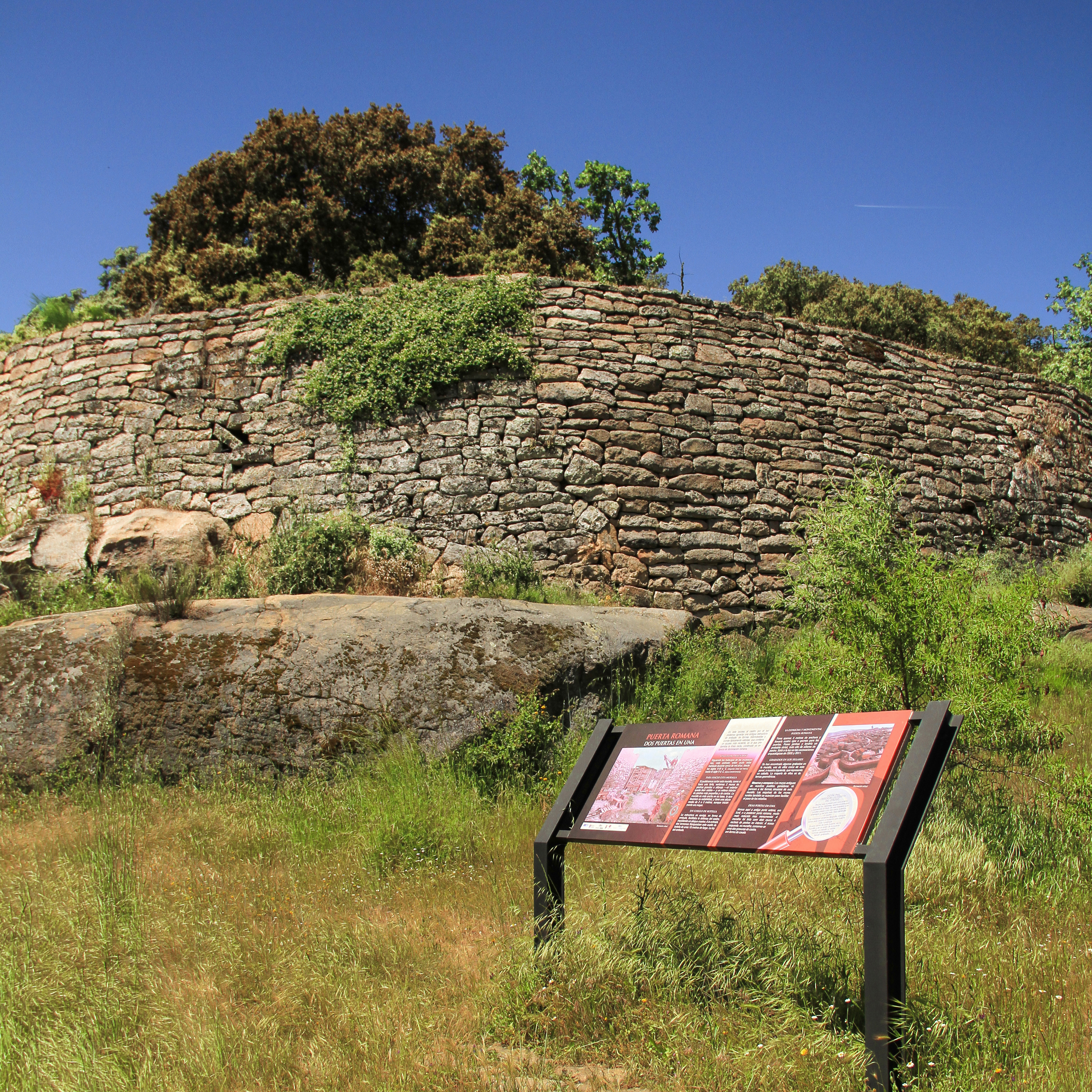
Muralla del castro vetón de Las Merchanas, situado a orillas del río Camaces, en el municipio de Lumbrales, El Abadengo

### Edad Antigua
En el territorio de las actuales provincias españolas de Ávila y Salamanca, y en parte de las de Cáceres, Toledo y Zamora, estuvieron asentados los vetones, un pueblo prerromano de cultura celta del que existen numerosos restos arqueológicos por toda la provincia. Varias localidades tienen un origen vetón. Algunas de ellas importantes. Es el caso de Salamanca (Salmantica), Ledesma (Bletisama) y Ciudad Rodrigo (Augustobriga).
Sus poblados solían establecerse a orillas de los ríos y/o en cerros. Pueden citarse Salamanca y Ledesma siguiendo el curso del Tormes, Bermellar, El Castillo (Saldeana), Moncalvo (Hinojosa de Duero), Picón de la Mora (Picones) y Yecla la Vieja (Yecla) junto al Huebra, Ciudad Rodrigo, Irueña (Fuenteguinaldo) y Lerilla (Zamarra) en espigón a orillas del Águeda y Las Merchanas (Lumbrales), en un meandro del Camaces.
La que después sería la calzada romana de la Plata, debió de ser un camino transitado con anterioridad por los tartesos, debido al comercio de estaño. Esto explicaría la cercanía del gran complejo arqueológico del Berrueco, situado cerca de El Tejado y construido a modo de acrópolis.

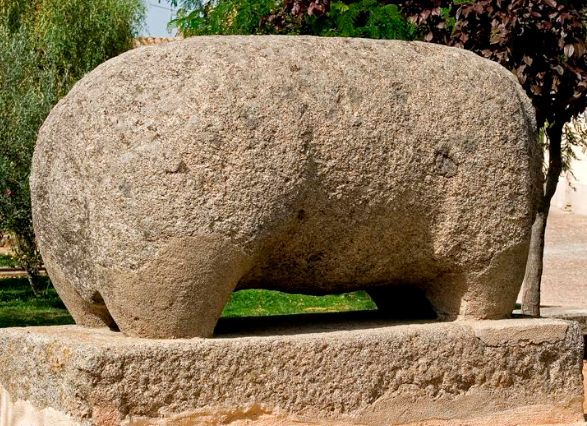
Verraco de Ledesma

Uno de los legados más llamativos de los vetones son los verracos, unas esculturas de piedra con forma de toro o de cerdo encontradas en varios puntos de la provincia. Su función ha sido siempre muy debatida. Lo que está claro es que denotan la importancia del ganado en esta cultura.
La zona situada entre La Armuña y la penillanura salmantina marcaba la frontera entre vetones y vacceos, el otro pueblo prerromano de la provincia. Estuvo asentado en una pequeña parte del sector noreste. La ciudad de Salamanca (Salmantica) fue fundada por los vetones, pero al ser atacada por Aníbal en el 220 a. C. aparece identificada como ciudad vaccea (Helmantica).

### La dominación romana

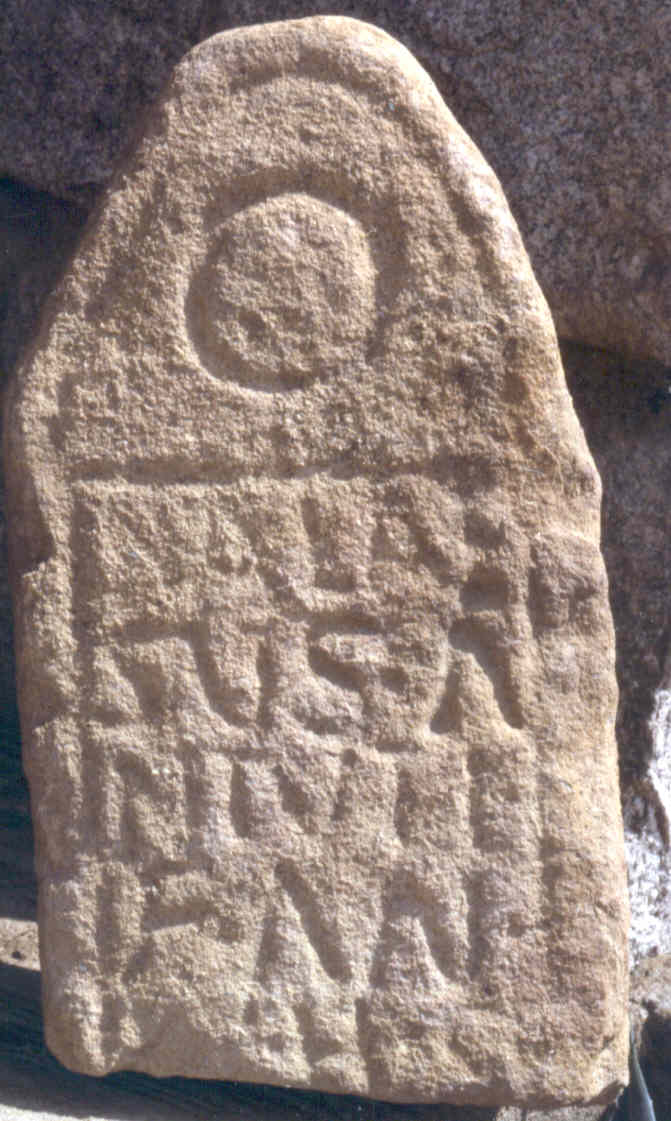
Estela funeraria de Balaesus Antuti F. Hinojosa de Duero

Tras la expansión progresiva del dominio romano por la península ibérica, el territorio de la actual provincia de Salamanca quedó integrado en el Imperio romano dentro de la provincia de Lusitania, dentro del conventus iuridicus Emeritense. Destacó en esta época la importancia de Salmántica, Bletisa y Miróbriga, la primera situada en la Vía de la Plata, el principal eje de comunicación romano que atravesaba el oeste hispano.
Son testimonio de este periodo histórico el puente romano de Salamanca, las tres columnas de Ciudad Rodrigo, el Puente Mocho de Ledesma, o las numerosas estelas e inscripciones existentes por toda la provincia.
También fueron importantes las explotaciones auríferas de las Cavenes de El Cabaco y El Maíllo.

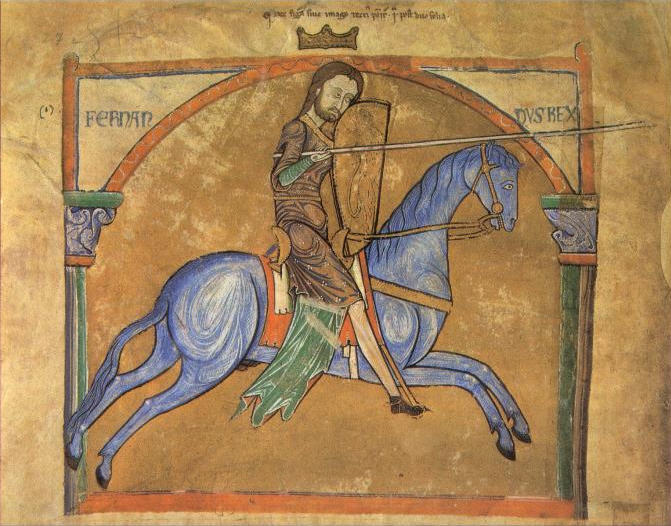
Fernando II de León creó la diócesis de Ciudad Rodrigo en la segunda mitad del

### Edad Media
Tras la caída de Roma, los alanos se asentaron en el antiguo solar vettón, siendo sustituidos en el control de la actual Salamanca por los visigodos, con quienes la ciudad de Salamanca ya era sede episcopal.

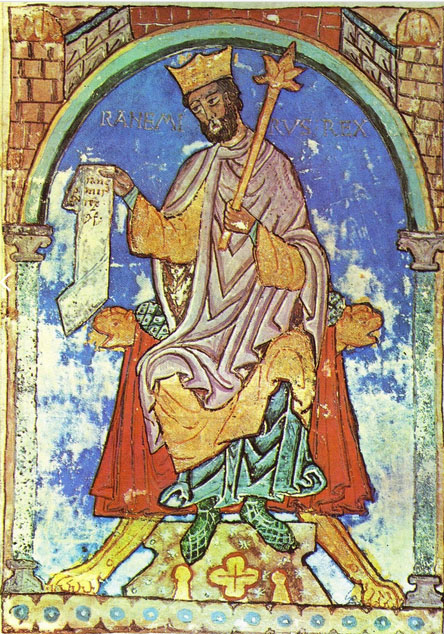
Ramiro II de León acometió una primera repoblación del norte de la actual provincia en el

La invasión musulmana de la península ibérica a inicios del siglo VIII, expulsó a los visigodos del control de estas tierras, librando el último rey godo, Rodrigo, supuestamente su última batalla en tierras de la actual provincia salmantina, en Segoyuela de los Cornejos. Así, Salamanca quedó en el área denominada «tierra de nadie», una extensa área geográfica situada entre el Sistema Central y la Cordillera Cantábrica que quedó semidespoblada en esta época.
Este hecho no evitó que los cristianos del norte realizasen incursiones en esta zona, como las efectuadas por Alfonso I Ordoño y Alfonso III de Asturias. La reconquista cristiana de Salamanca se demoró hasta que en el 939 Ramiro II de León venciese a Abderramán III en las batallas de Simancas y Alhandega, repoblando varios núcleos del norte de la provincia como Salamanca, Ledesma o Guadramiro.
Tras el primer intento repoblador de Ramiro II en la margen derecha del Tormes, que según Antonio Llorente debió ser de escasa importancia, el territorio salmantino se vio expuesto a una serie de aceifas por parte de las tropas musulmanas de Almanzor a finales del siglo X.
Fueron las posteriores repoblaciones, que vinieron de la mano Alfonso VI y Fernando II de León, las que crearon la mayoría de las localidades actuales de la provincia. De estos monarcas destaca la concesión de fueros a Salamanca por parte de Alfonso VI de León y la restauración del obispado salmantino en el 1102. Asimismo habría que señalar la creación del obispado de Ciudad Rodrigo por parte de Fernando II de León, quien segregó también el concejo de Ledesma del de Salamanca, dándole fueros, hechos que llevaron a la batalla de la Valmuza, un enfrentamiento de las tropas reales con las del concejo de Salamanca, que se negaba a ver desgajado parte de su término.

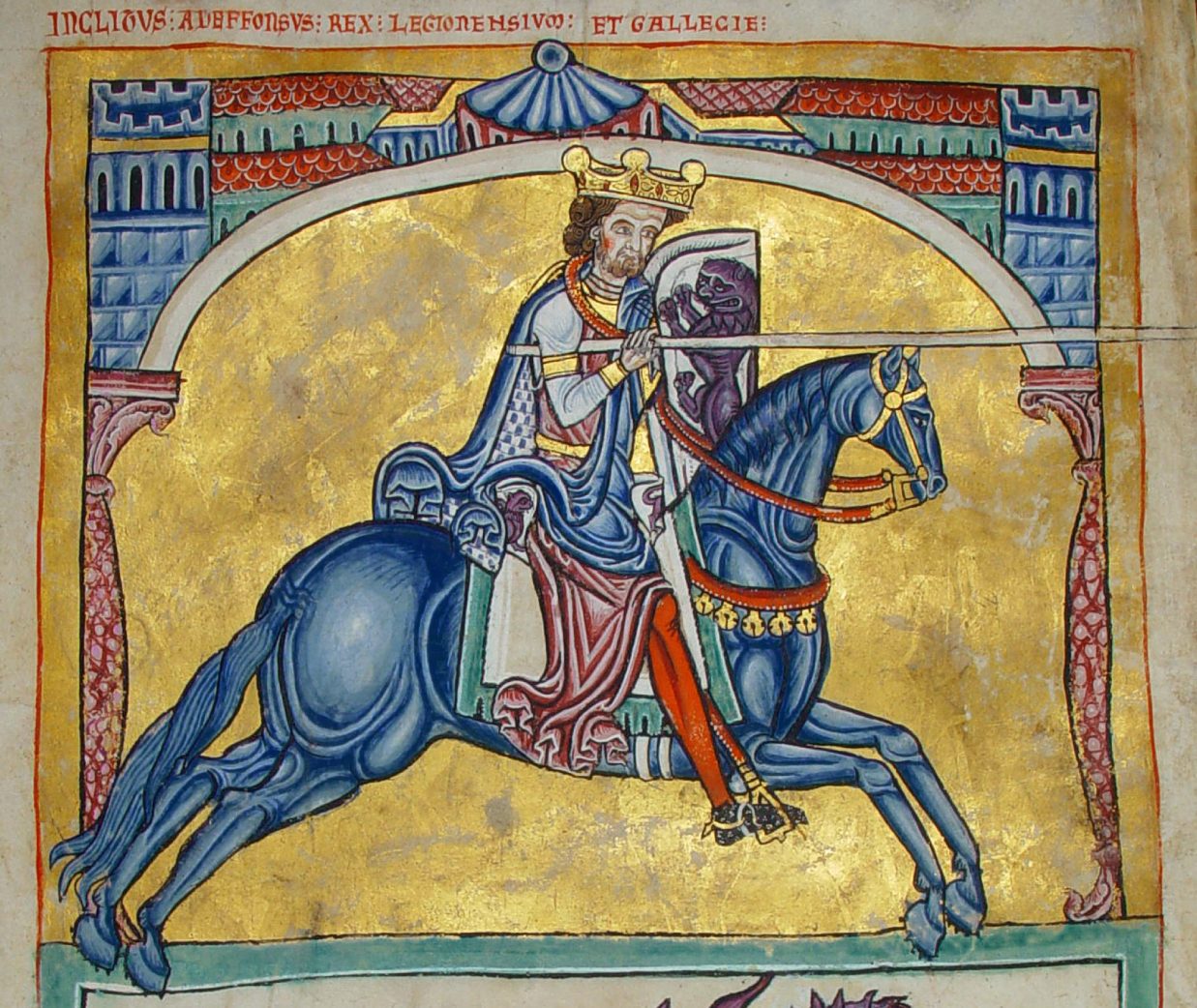
Alfonso IX de León fundó la Universidad de Salamanca en 1218

Un acontecimiento especialmente relevante por lo que supuso con posterioridad, fue la creación en 1218 de la Universidad de Salamanca por parte de Alfonso IX de León, entonces aún como Estudio General del reino, viéndose elevado a la categoría de universidad por real cédula de Alfonso X el Sabio, ratificada por el papa Alejandro IV en 1255.
Por otro lado, en 1311 nació en la ciudad de Salamanca Alfonso XI de Castilla, único rey que ha nacido en la actual provincia salmantina. La Baja Edad Media trajo consigo las luchas entre bandos nobiliarios en Salamanca y Ciudad Rodrigo, así como la creación de múltiples señoríos nobiliarios, como el Condado de Ledesma o el Ducado de Alba de Tormes.

### Edad Moderna

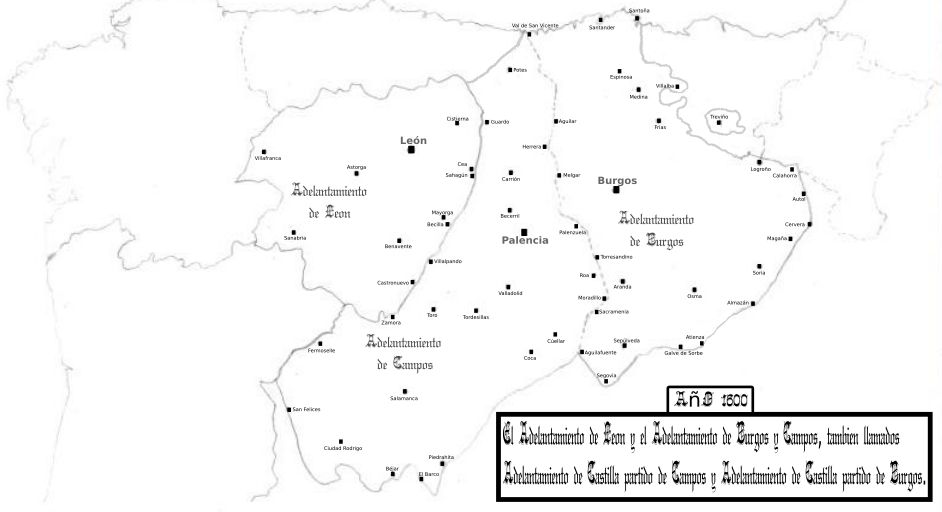
La actual provincia de Salamanca será englobada en el Adelantamiento de Castilla partido de Campos en la Edad Moderna

A partir del siglo XV, con la reducción de los concejos que tenían derecho a voto en Cortes, se empieza a configurar el espacio provincial que dará lugar posteriormente a la actual Salamanca.[cita requerida] De este modo, las localidades que hasta entonces dependían de los concejos de Ledesma, Ciudad Rodrigo, Montemayor del Río, Béjar o Alba de Tormes para el voto en Cortes, pasaron a hacerlo del de Salamanca.

La provincia en 1590 según los votos en las Cortes de Castilla

En 1520 la ciudad de Salamanca apoyó el movimiento de las Comunidades, encabezada por Francisco Maldonado. Pero este hecho no sucedió de la misma manera en Ciudad Rodrigo, dividida entre ambos bandos y donde no llegó a cuajar la revuelta por dicha división, pues antes de la batalla de Villalar ya se registra la postura leal de esta ciudad a Carlos I. No obstante, ello no impidió que la universidad viviese en este siglo una época de esplendor, encabezado por la denominada Escuela de Salamanca. Cabe señalar de este siglo también que en 1543 Felipe II de España contrajo matrimonio en la ciudad de Salamanca con María de Portugal.

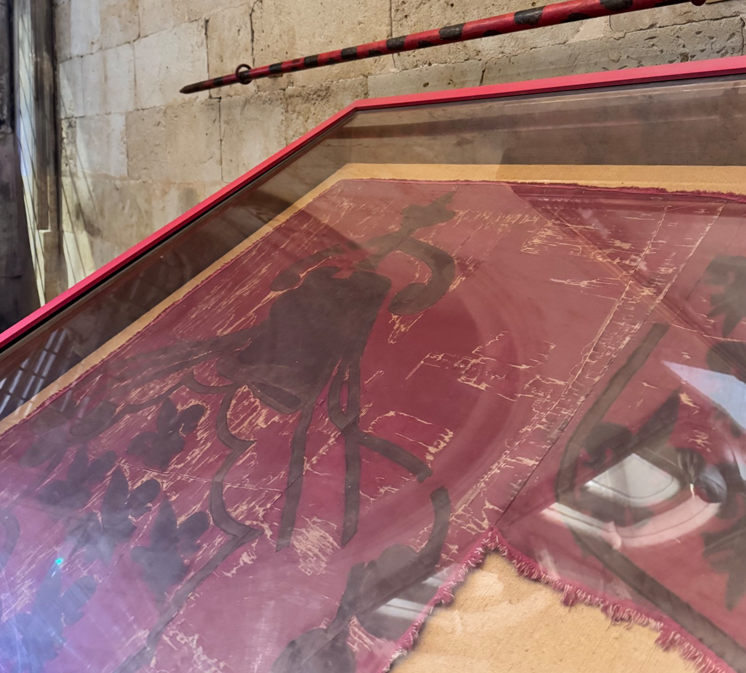
Pendón de los Comuneros de Castilla, catedral vieja de Salamanca

Tras la decadencia del siglo XVII, en la que influyó notablemente la riada de San Policarpo en el Tormes en 1626, la ciudad de Salamanca tuvo en el siglo XVIII un nuevo momento de esplendor, finalizándose en dicho siglo la construcción de la plaza Mayor y la catedral nueva, azotada por el terremoto de Lisboa de 1755. Anteriormente, durante la guerra de Sucesión, la provincia sufrió los rigores de verse en un bando distinto al escogido por el reino de Portugal, lo que motivó la toma de Ciudad Rodrigo por parte de las tropas portuguesas en 1706, liberada al año siguiente por el ejército borbónico. Durante la Edad Media y Moderna, la condición de frontera de parte del territorio salmantino afectó en gran medida a los habitantes de ambos lados de la Raya, tanto en la cotidianidad de la paz como en la tensión de la guerra.

### Edad Contemporánea

#### SigloXIX

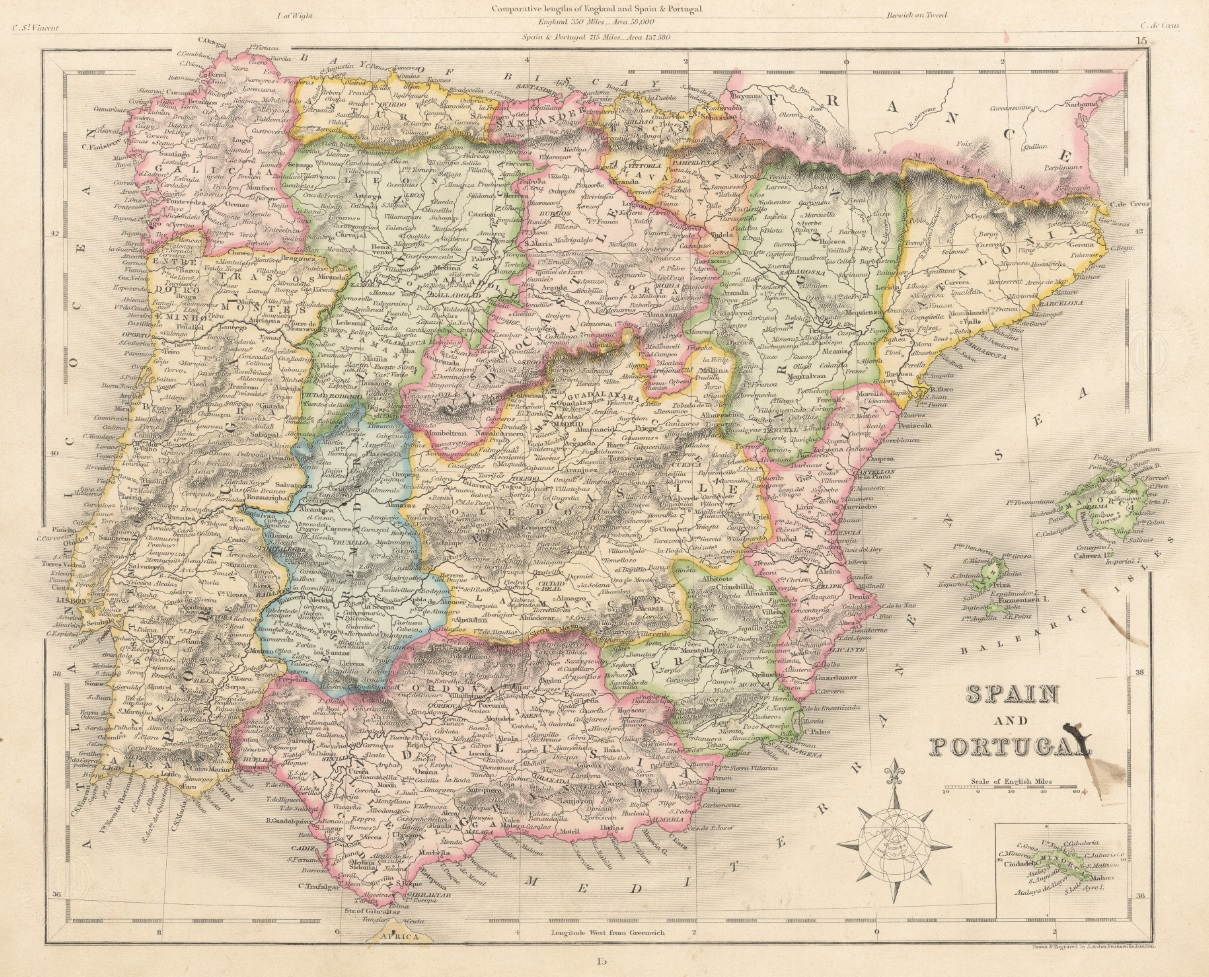
División territorial española de Floridablanca en 1841

El siglo XIX se inició con la guerra de la Independencia, en la cual la provincia de Salamanca fue un campo de batalla decisivo, destacando el guerrillero Julián Sánchez «el Charro». En esta guerra la ciudad de Salamanca fue ocupada por las tropas napoleónicas en 1809, hasta la decisiva batalla de los Arapiles en 1812, ocurrida tras los dos sitios de Ciudad Rodrigo. El fin de la Guerra de Independencia trajo en la provincia el inicio de la época dorada de la industria textil de Béjar, que se prolongó hasta finales del siglo XIX.
Tras la implantación del liberalismo, en 1833 se creó la actual provincia de Salamanca, que quedó encuadrada en la Región Leonesa, pasando la ciudad de Salamanca a albergar la sede de la Diputación de Salamanca; la ciudad de Béjar intentó sin éxito anexionarse en 1850 a la provincia de Ávila y en 1868 trató de constituirse como cabeza de una nueva provincia.
Pese a no ser epicentro de la primera guerra carlista, en la provincia se dieron algunos enfrentamientos entre tropas liberales y carlistas, como el acaecido en Vitigudino en diciembre de 1838. Posteriormente, en 1868, en el contexto de la Revolución Gloriosa, Béjar fue la ciudad que encabezó la misma en la provincia, formándose en esta ciudad una Junta Revolucionaria de Defensa.
En 1873, tras proclamarse la Primera República, Salamanca y Béjar sufrieron sendos levantamientos cantonalistas que, en el caso salmantino, tras cuatro días de éxito, fue sofocado el 26 de julio de 1873, mientras que en el caso bejarano, no pasó de un intento encabezado por varios concejales y el batallón de voluntarios de la república.

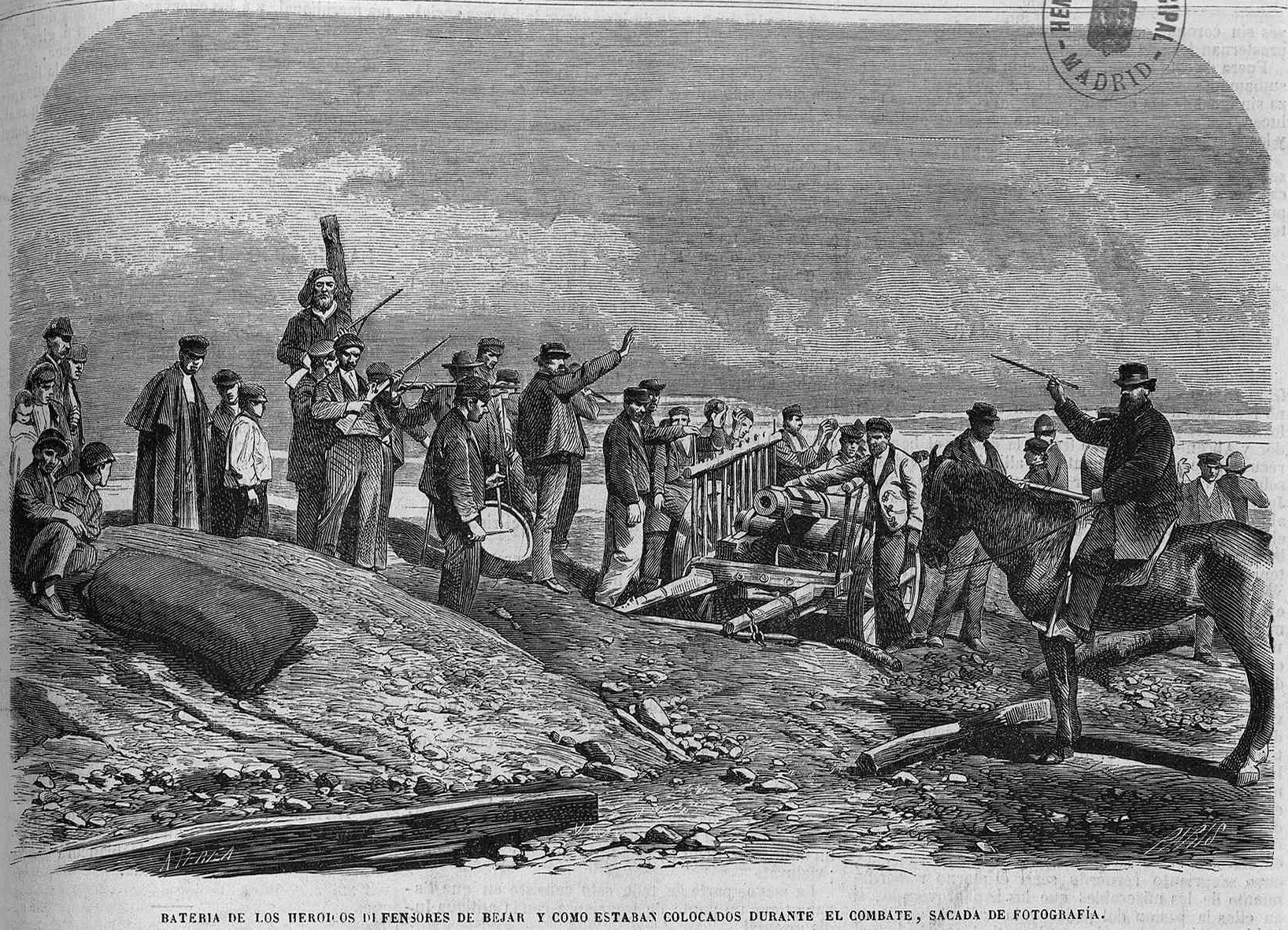
Batería de los heroicos defensores de Béjar y cómo estaban colocados en combate, Alfredo Perea (1868)

El siglo XIX también trajo consigo la llegada del ferrocarril a la provincia, que vivió sus principales hitos con la conexión con Portugal por Vilar Formoso en 1886 y la apertura de la Vía de la Plata en 1896, así como la conexión con Madrid ya en el siglo XX, demorada hasta 1926.

#### SigloXX

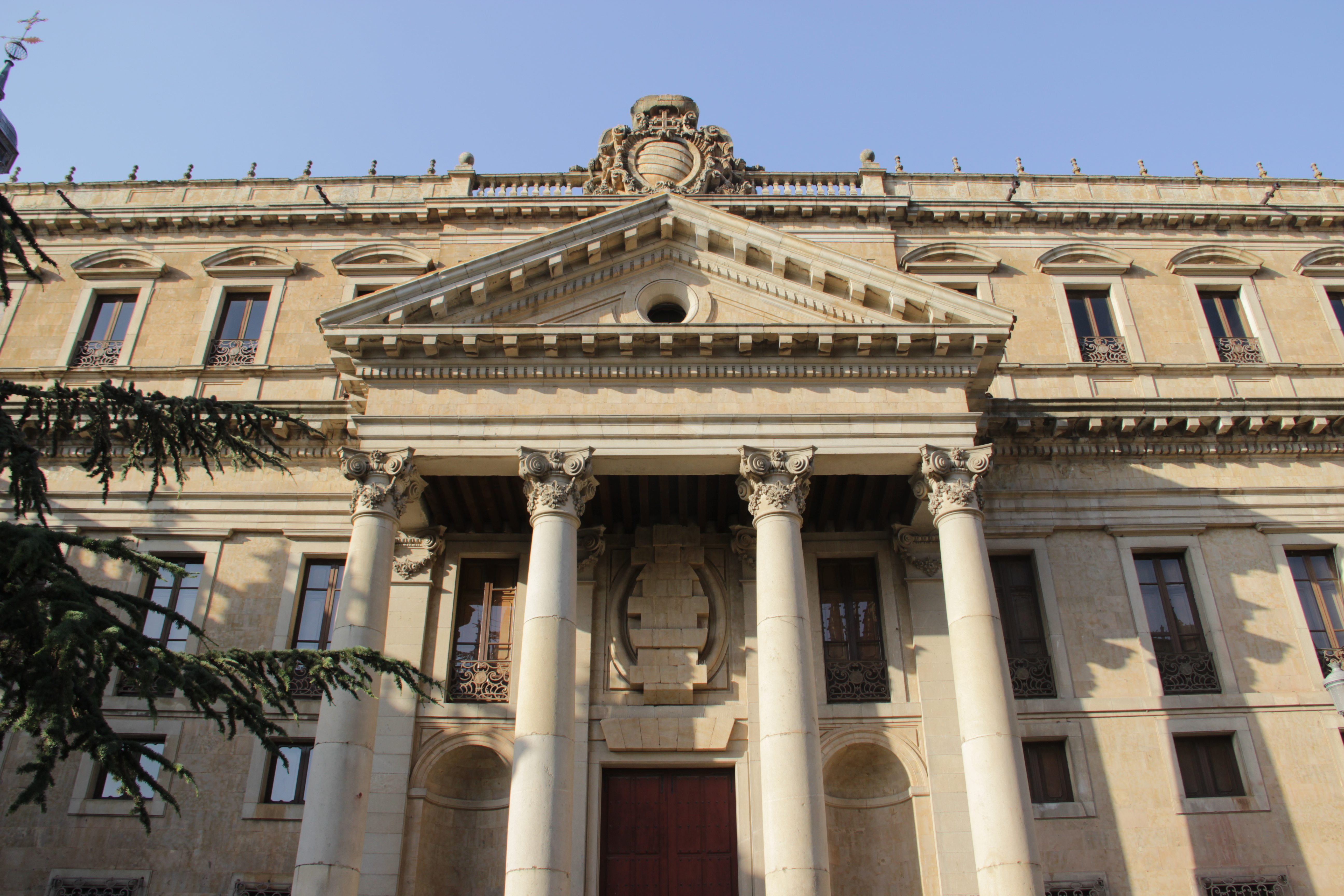
Palacio de Anaya de Salamanca, donde nació RNE en 1936

En el siglo XX, Béjar, como principal polo industrial de la provincia, cobró un importante protagonismo. Así, durante la Revolución de 1934 (que a nivel nacional tuvo su principal incidencia en el área obrera de Barcelona y las cuencas mineras de Asturias y León) en Béjar se dio una manifestación que finalizó de manera violenta, decretándose el estado de guerra en la ciudad. Las elecciones de febrero de 1936, que dieron una amplia victoria de las derechas en la provincia salmantina, tuvieron el signo contrario en Béjar, con una clara victoria del Frente Popular. Tras el estallido de la guerra civil española, el 17 de julio de 1936, casi la totalidad de la provincia de Salamanca se situó del bando franquista desde un primer momento, habiendo cierta resistencia al golpe de Estado en la ciudad de Salamanca y, mucha más, en la ciudad de Béjar, que se situó del lado republicano, siendo tomada por las tropas franquistas el 21 de julio. Posteriormente, el control total de la provincia por el bando franquista conllevó la represión de los afines a la República, situando Franco primeramente su Cuartel General en la ciudad de Salamanca, aunque en 1937 trasladó su residencia a Burgos. Precisamente en el Palacio de Anaya de Salamanca, nació Radio Nacional de España el 19 de enero de 1937.

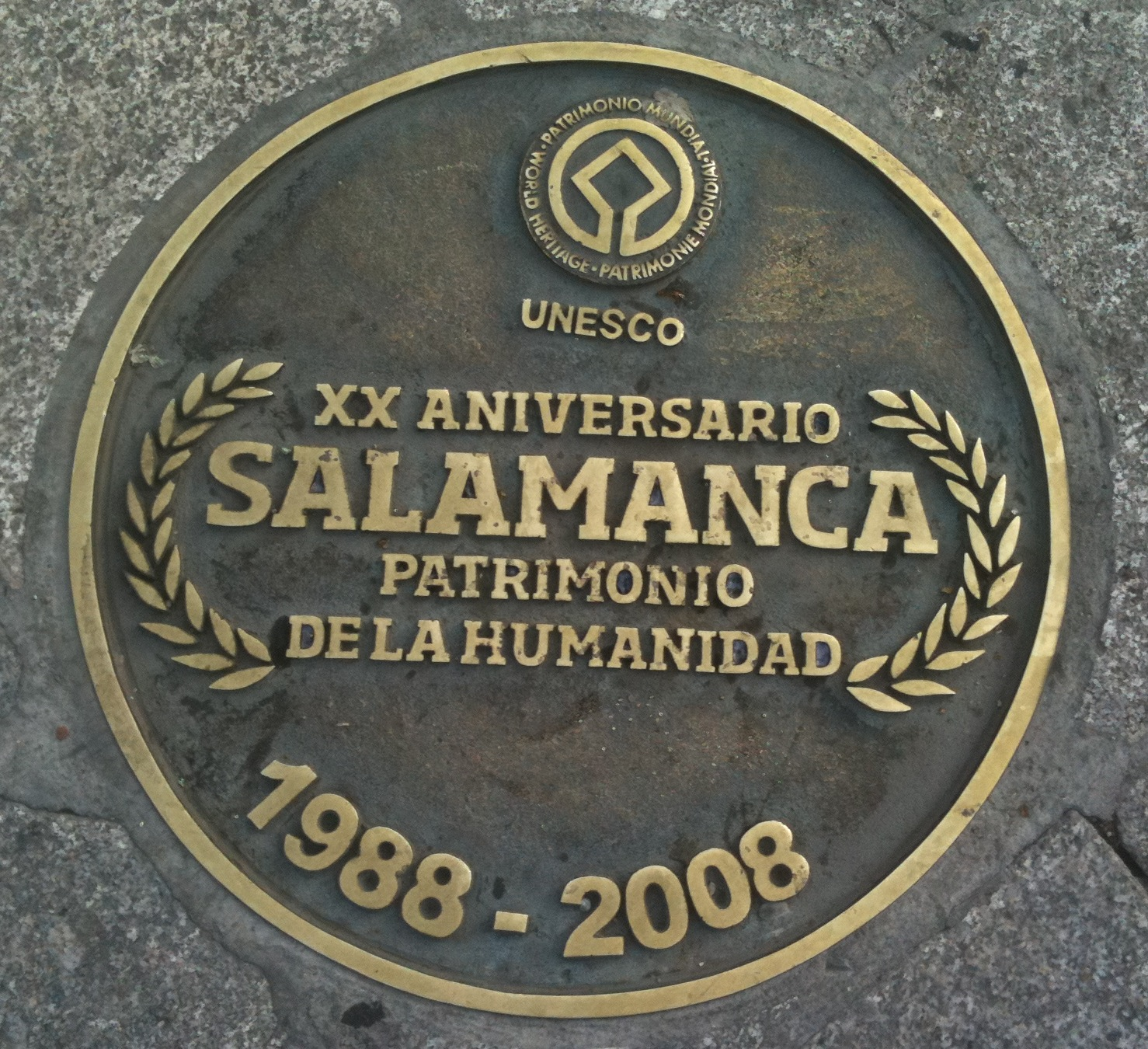
Placa en la ciudad de Salamanca, erigida por el XX aniversario de la elección de la ciudad como Patrimonio de la Humanidad por la Unesco

Del final de los años treinta hay que señalar en la provincia también la explosión del polvorín en la estación ferroviaria de Peñaranda de Bracamonte el 9 de julio de 1939, provocando más de un centenar de fallecidos, más de 1500 heridos así como la destrucción de un millar de casas de dicha localidad, cuya parte sur dejó arrasada la explosión.
De las dos primeras décadas de autarquía bajo mando franquista, quizá lo más destacable fuese la recuperación del proyecto republicano de colonización de las riberas del Tormes y el Águeda, que tuvo continuidad en estos años y supuso la creación de poblados como Cilloruelo, Castillejo, Santa Teresa, Santa Inés (en la ribera del Tormes) o Águeda del Caudillo (en la del Águeda). El final de los años cincuenta y, ya más intensamente a partir de los sesenta durante el milagro económico español (1959-1973), supusieron la industrialización de las ciudades españolas, hecho que desembocó en un vaciamiento del campo salmantino, cuyos habitantes emigraron de forma más o menos masiva a Madrid, Barcelona y País Vasco principalmente, aunque también hubo una emigración intraprovincial, trasvasándose parte de la población rural a la ciudad de Salamanca.
En 1978 la Constitución Española fue aprobada mayoritariamente por los salmantinos, mientras que en 1983 la provincia quedó integrada en la comunidad autónoma de Castilla y León junto a las otras dos provincias de la Región Leonesa y seis provincias de Castilla la Vieja. Se abría así un periodo en que los salmantinos han pasado a elegir mediante sufragio sus representantes en los ayuntamientos, así como en los parlamentos autonómico y nacional. Ciñéndonos a la ciudad de Salamanca, cabe destacar desde la Transición como acontecimientos más importantes, su declaración como Patrimonio de la Humanidad en 1988, así como el de Ciudad Europea de la Cultura en 2002.

## Demografía
| Gráfica de evolución demográfica de la provincia de Salamanca entre 1857 y 2020         |
|                                                                                         |
| Fuente: Instituto Nacional de Estadística de España - Elaboración gráfica por Wikipedia |

En el año 2020 la provincia contaba con 329 245 habitantes, de los cuales 144 825 vivían en la capital provincial. Se trata de un 44 % frente al 19 % del total de la provincia que suponía en 1950. En 2018 la provincia de Salamanca era la 8.ª de España en que existía un mayor porcentaje de habitantes concentrados en su capital (44,09 % frente a 31,96 % del conjunto de España).
La provincia de Salamanca es una de las más afectadas por el riesgo de despoblación, lo que se conoce como la España vaciada, pues desde ya hace varias décadas se produce un continuo proceso de emigración hacia las ciudades, sobre todo a Madrid, Barcelona, Bilbao y otras capitales como Valladolid o la propia Salamanca. Durante principios del siglo XXI, la capital provincial no registra un gran aumento de población, cosa que sí hacen las localidades de su área metropolitana, más conocida como Alfoz de Salamanca, que se diferencia de la mayoría de las otras áreas metropolitanas de España en que es muy compacta. Su extensión total no llega a los 200 km2 y la distancia a la capital de los municipios que la componen oscila entre los 0 km de Santa Marta de Tormes (el municipio más poblado del área después de Salamanca capital) hasta los 11 km del municipio de Terradillos (Urbanización El Encinar).
Tras la ciudad de Salamanca, tan solo 9 municipios salmantinos superan los 5000 habitantes. Son Santa Marta de Tormes, Béjar, Ciudad Rodrigo, Villamayor de la Armuña, Carbajosa de la Sagrada, Peñaranda de Bracamonte, Villares de la Reina, Guijuelo y Alba de Tormes.

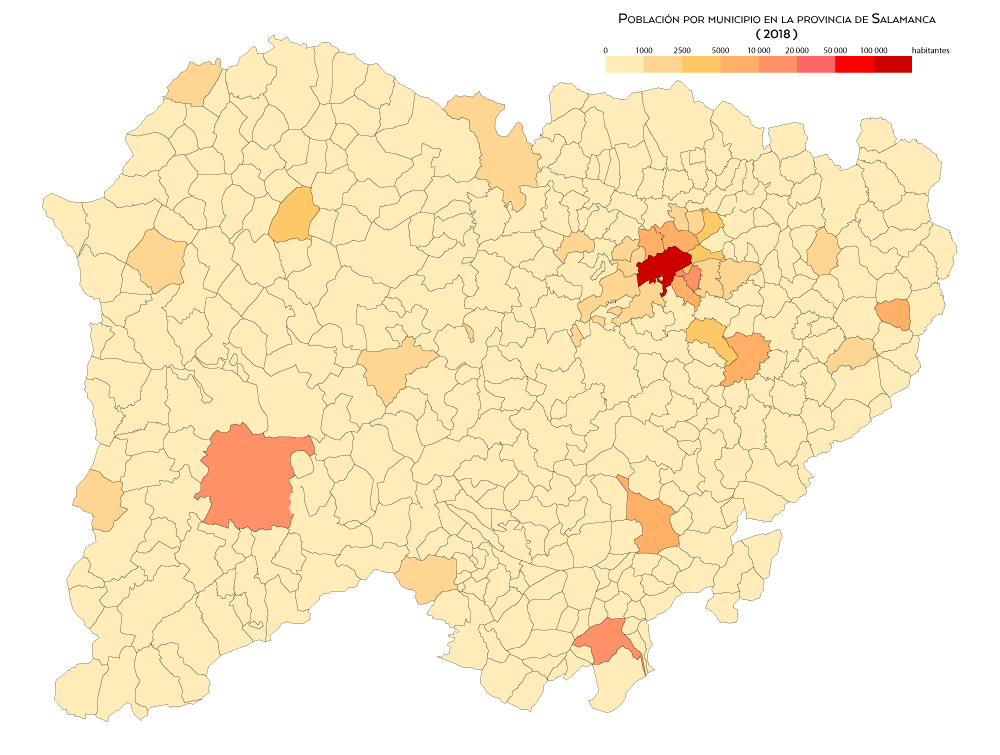
Población por municipio (2018)
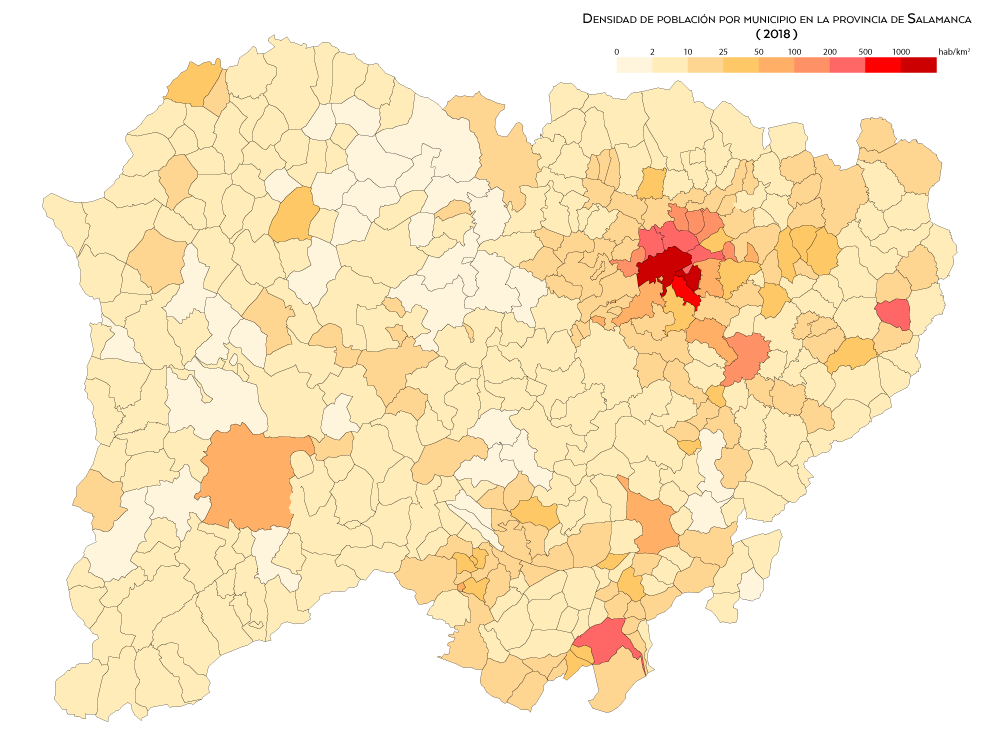
Densidad de población por municipio (2018)
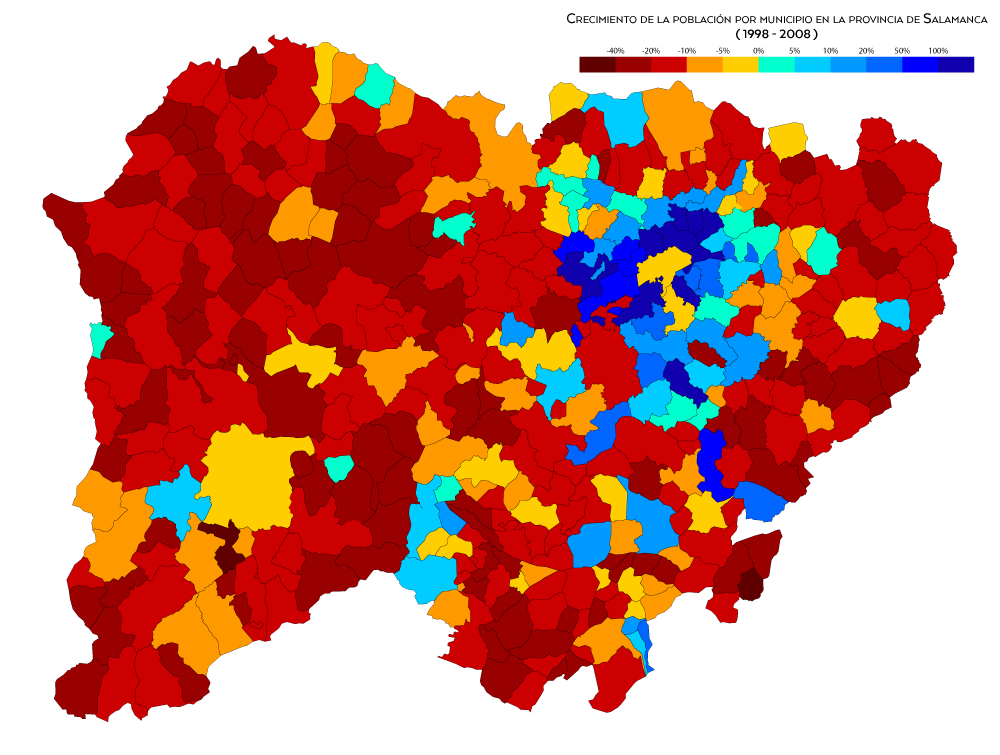
Crecimiento de la población entre 1998 y 2008
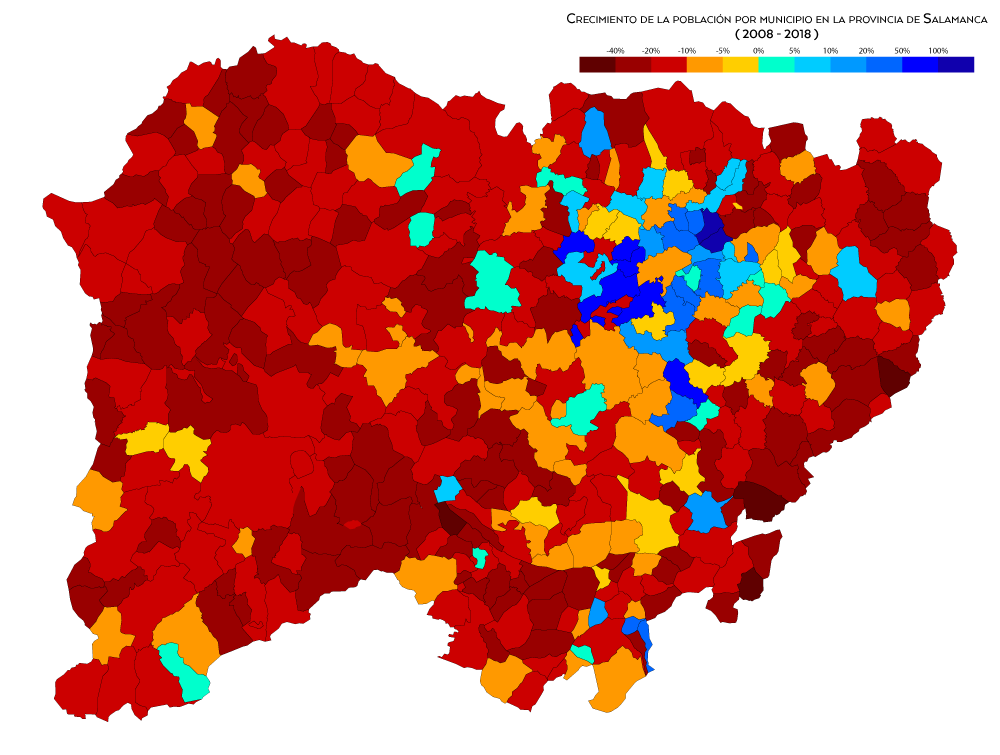
Crecimiento de la población entre 2008 y 2018

| 1  | Salamanca               | 144 866 | 11 | Cabrerizos              | 4226 |
| 2  | Santa Marta de Tormes   | 14 726  | 12 | Terradillos             | 3220 |
| 3  | Béjar                   | 11 957  | 13 | Castellanos de Moriscos | 3051 |
| 4  | Ciudad Rodrigo          | 11 846  | 14 | Aldeatejada             | 2587 |
| 5  | Villamayor              | 7669    | 15 | Vitigudino              | 2361 |
| 6  | Carbajosa de la Sagrada | 7636    | 16 | Doñinos de Salamanca    | 2209 |
| 7  | Villares de la Reina    | 6723    | 17 | Ledesma                 | 1517 |
| 8  | Peñaranda de Bracamonte | 6063    | 18 | Lumbrales               | 1510 |
| 9  | Guijuelo                | 5508    | 19 | Carrascal de Barregas   | 1439 |
| 10 | Alba de Tormes          | 5122    | 20 | Pelabravo               | 1366 |

## Administración y política

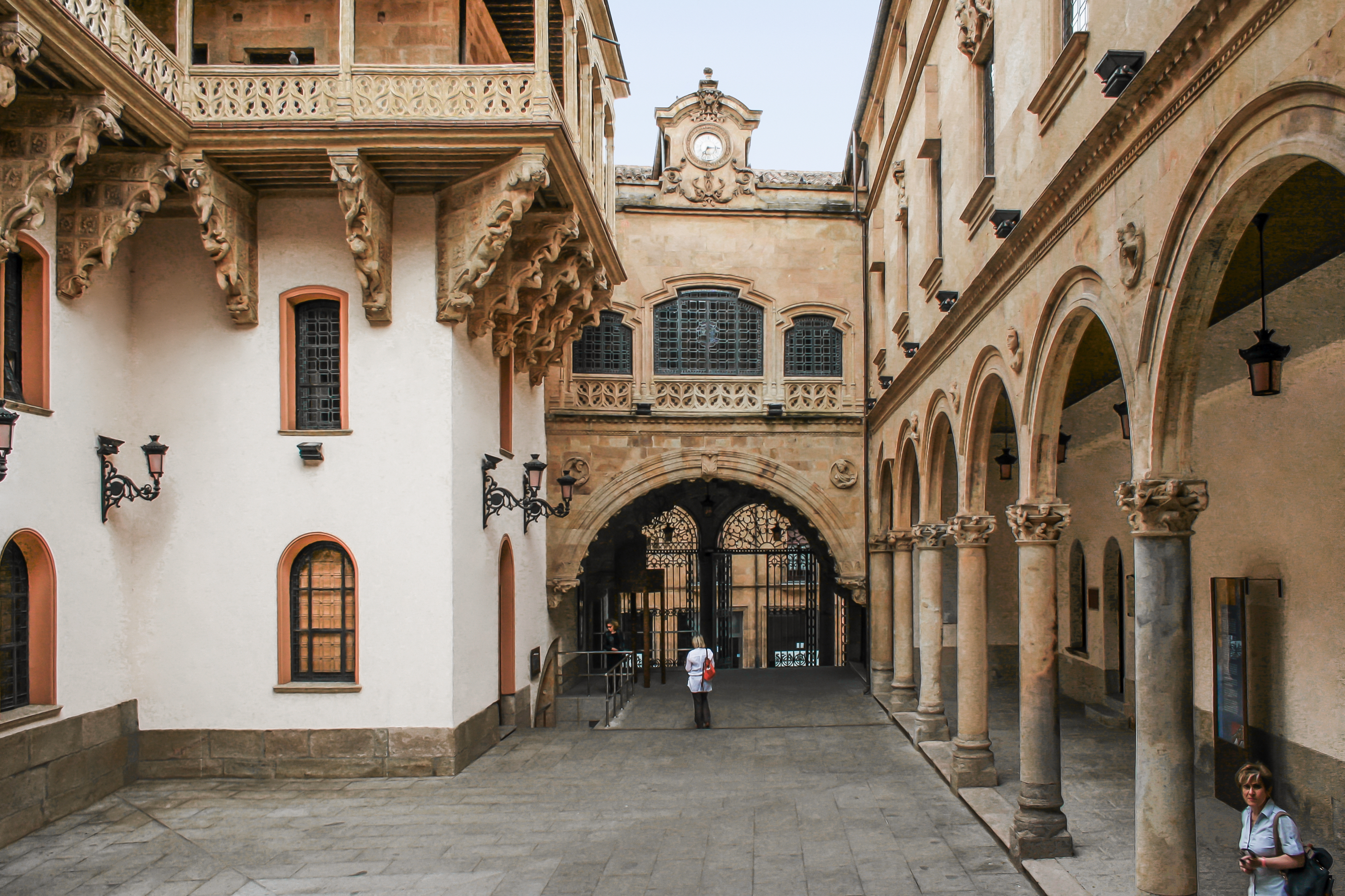
Patio del Palacio de La Salina de Salamanca, sede de la Diputación

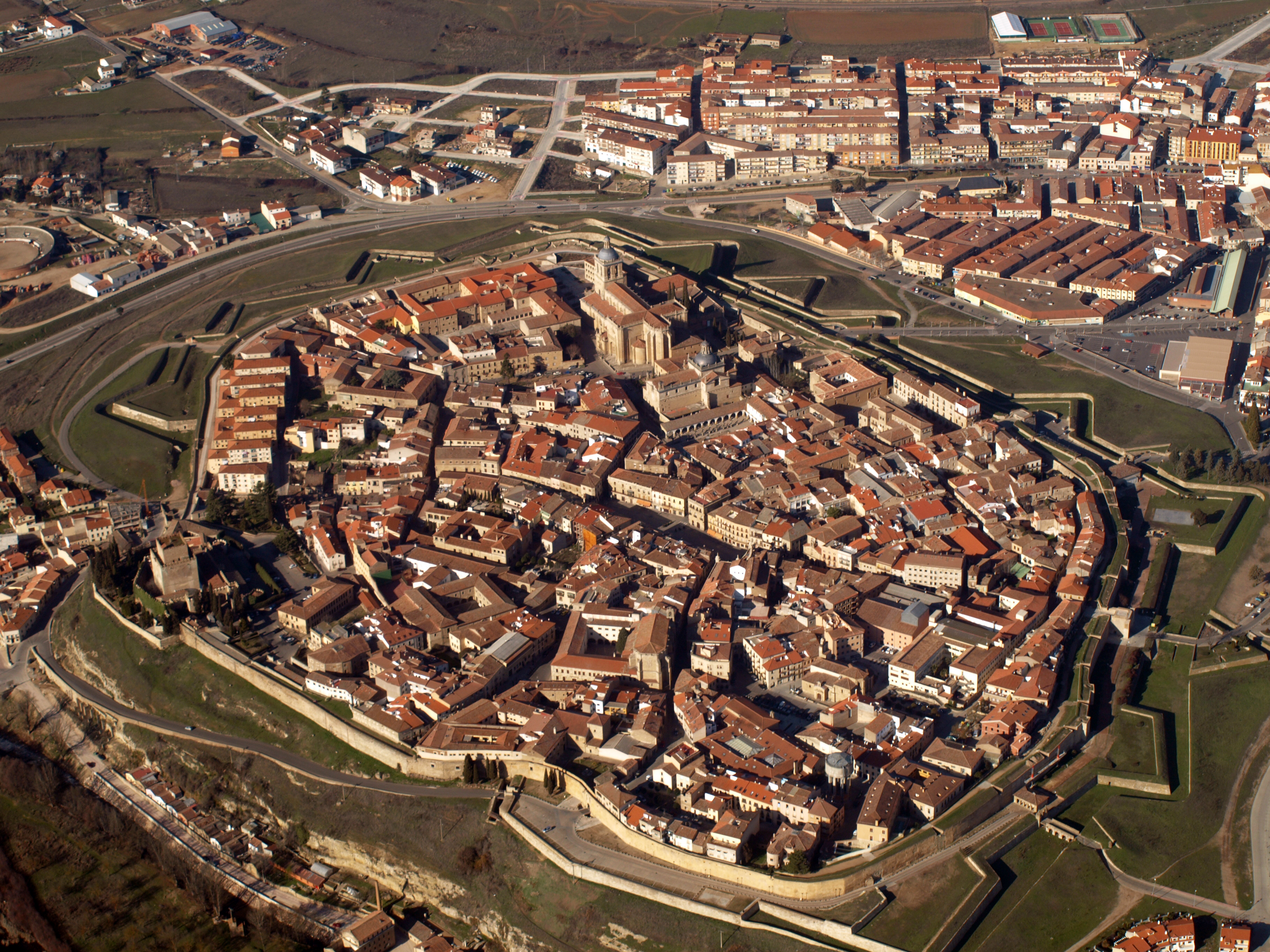
Ciudad Rodrigo, capital de la comarca homónima

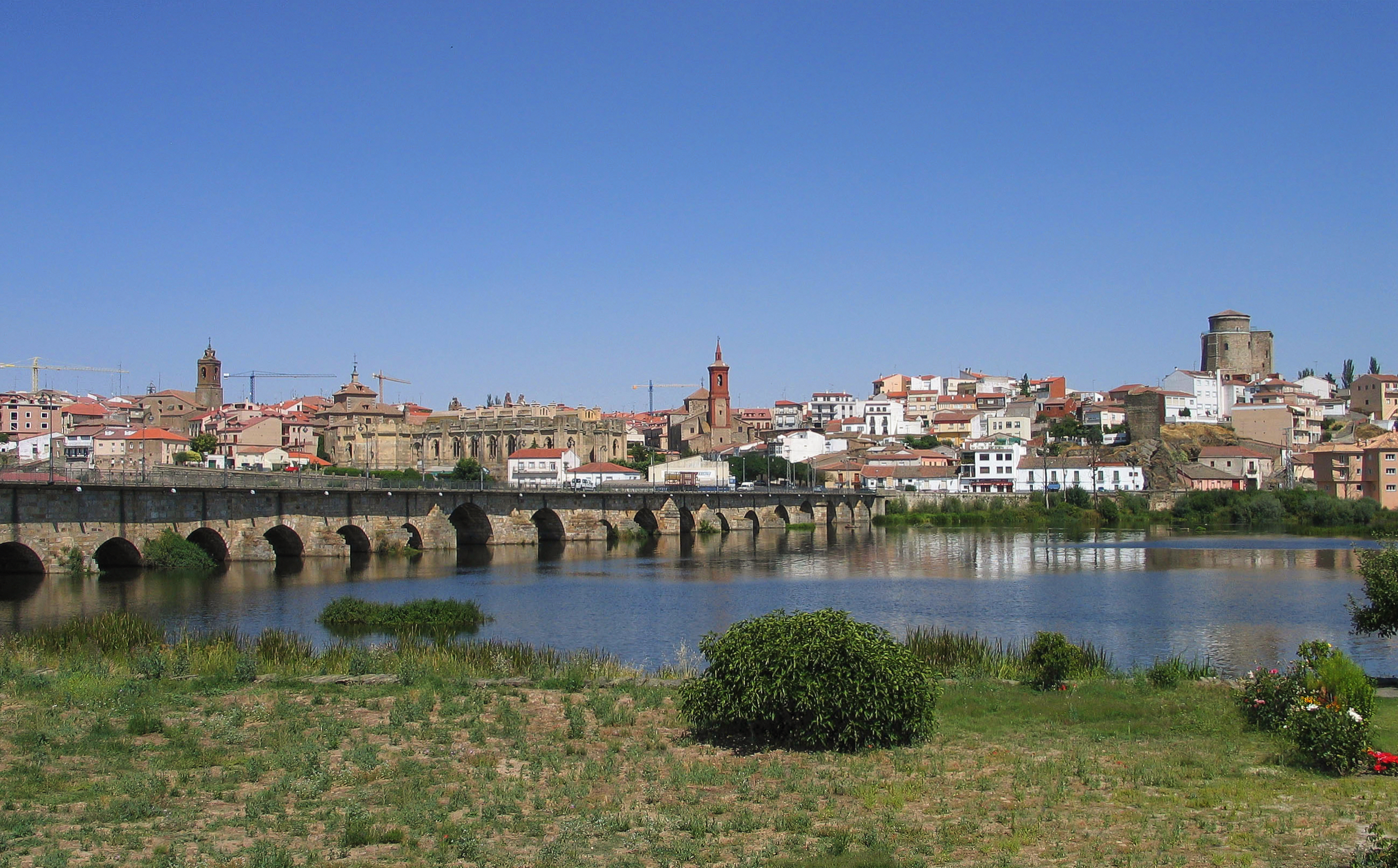
Alba de Tormes, capital de la Tierra de Alba, antiguo ducado de Alba

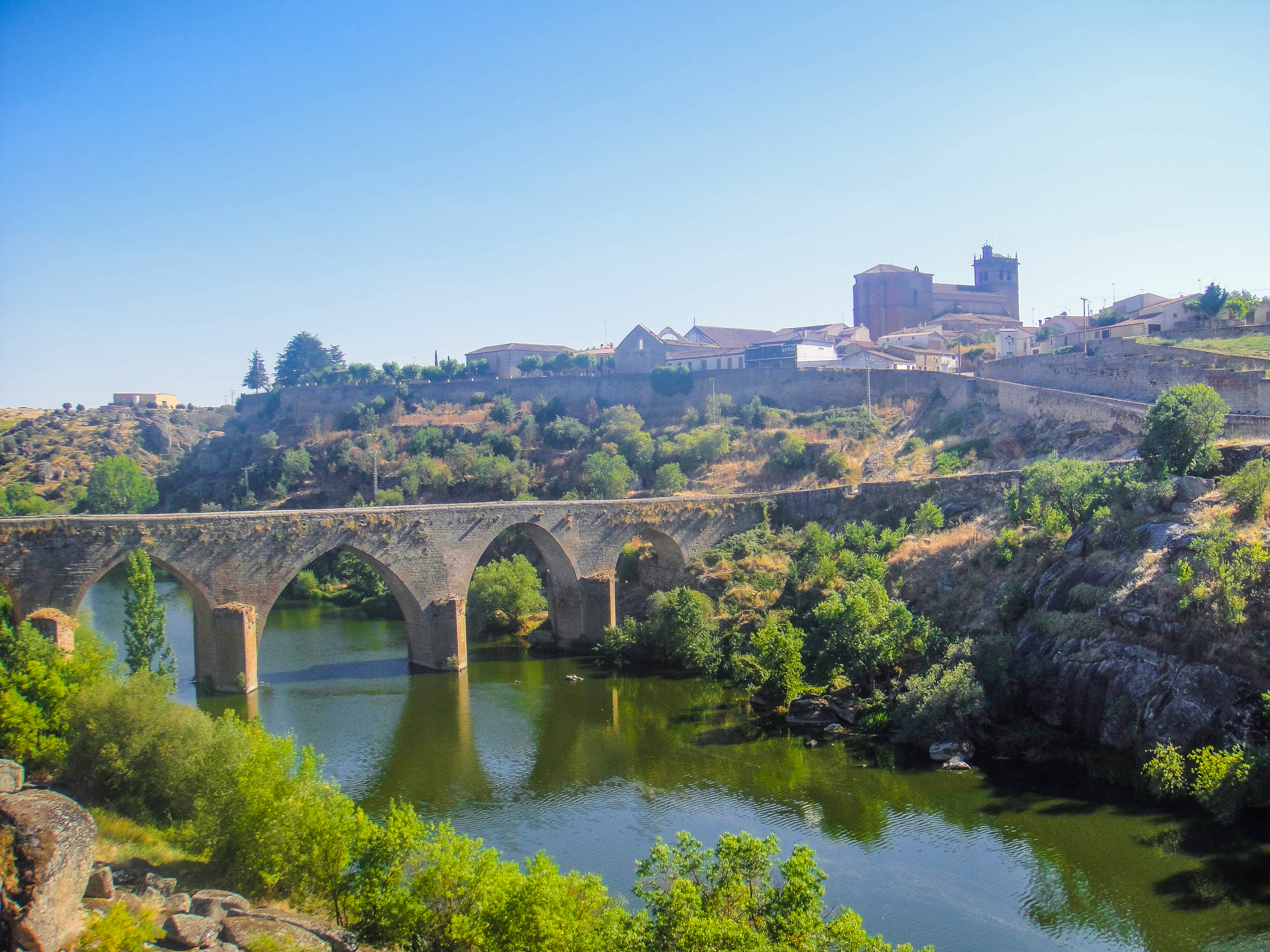
Ledesma, capital de la comarca de la Tierra de Ledesma

### Diputación provincial
El gobierno y la administración de la provincia de Salamanca corresponde a la Diputación Provincial de Salamanca, según lo expuesto en el estatuto de autonomía de Castilla y León. La sede se halla en el Palacio de La Salina desde 1884. Su presidente es Francisco Javier Iglesias del PP.
Tiene competencias en el ámbito del asesoramiento, cooperación y asistencia a municipios. Presta también servicios supramunicipales de carácter provincial. Su composición se establece por elección indirecta a partir de los resultados de las elecciones municipales en el conjunto de los 362 municipios salmantinos, repartidos proporcionalmente entre los partidos judiciales que la componen.
| Partido político                         | 2023  | 2023   | 2023                   | 2019  | 2019   | 2019                   | 2015  | 2015   | 2015                   | 2011  | 2011    | 2011                   |
| Partido político                         | %     | Votos  | Diputados provinciales | %     | Votos  | Diputados provinciales | %     | Votos  | Diputados provinciales | %     | Votos   | Diputados provinciales |
| Partido Popular (PP)                     | 47,82 | 82 639 | 15                     | 42,44 | 81 054 | 13                     | 43,72 | 82 554 | 13                     | 53,52 | 107 210 | 16                     |
| Partido Socialista Obrero Español (PSOE) | 30,94 | 53 476 | 9                      | 32,25 | 61 599 | 10 (1 no adscrito)     | 29,41 | 55 524 | 9                      | 31,43 | 62 972  | 9                      |
| Vox                                      | 7,52  | 13 000 | 1                      | 1,93  | 3681   | 0                      | 0,41  | 769    | 0                      | —     | —       | —                      |
| Ciudadanos (CS)                          | 4,13  | 7148   | 0                      | 12,54 | 23 944 | 2                      | 9,63  | 18 180 | 2                      | —     | —       | —                      |
| Podemos-Ganemos                          | 1,92  | 3321   | 0                      | 3,12  | 5956   | 0                      | 5,29  | 9990   | 1                      | —     | —       | —                      |
| Izquierda Unida (IU)                     | 0,64  | 1121   | 0                      | 0,55  | 1041   | 0                      | 2,46  | 4637   | 0                      | 3,03  | 6072    | 0                      |

Según el artículo 204 de la Ley Orgánica 5/1985, de 19 de junio, del Régimen Electoral General las provincias con menos de 500 000 habitantes, como es el caso de la de Salamanca, tendrán una Diputación provincial compuesta por 25 diputados provinciales.

### Gobierno autonómico
La delegación territorial de la Junta de Castilla y León tiene su sede en la calle del Príncipe de Vergara, 53-71, Salamanca. El titular del cargo es Bienvenido Mena Merchán. Según el artículo 43.1 de la Ley 3/2001, de 3 de julio, representa a la Junta y a cada una de las Consejerías.
La provincia de Salamanca elige a once representantes en las Cortes de Castilla y León. En las elecciones autonómicas de 2011 resultaron elegidos Alfonso Fernando Fernández Mañueco, Francisco Julián Ramos, Julio Santiago Delgado, María Concepción Miguélez, María Josefa García, Purificación Pozo García y Salvador Cruz García por el PP y Ana María Muñoz, Fernando Pablos Romo, Juan Luis Cepa Álvarez y Mª del Rosario Gómez por el PSOE. En las elecciones autonómicas de 2015 resultaron elegidos María Josefa García Cirac, Alfonso Fernando Fernández Mañueco, María Lourdes Villoria López, Salvador Cruz García, Francisco Julián Ramos Manzano y María Concepción Miguélez Simón por el PP, Fernando Pablos Romo, Ana María Muñoz de la Peña González y Juan Luis Cepa Álvarez por el PSOE y David Castaño Sequeros y Manuel Hernández Pérez por Ciudadanos. En las elecciones autonómicas de 2019 resultaron elegidos Salvador Cruz García, Rosa María Esteban Ayuso, Alfonso Fernando Fernández Mañueco y María del Carmen Sánchez Bellota por el PP, Juan Luis Cepa Álvarez, María del Carmen García Romero, Fernando Pablos Romo y Rosa María Rubio Martín por el PSOE y David Castaño Sequeros y María Montero Carrasco por Ciudadanos.
| Partido político                                                   | 2022        | 2022        | 2022         | 2019  | 2019   | 2019         | 2015  | 2015   | 2015         | 2011  | 2011    | 2011         | 2007  | 2007    | 2007         |
| Partido político                                                   | %           | Votos       | Procuradores | %     | Votos  | Procuradores | %     | Votos  | Procuradores | %     | Votos   | Procuradores | %     | Votos   | Procuradores |
| Partido Popular (PP)                                               | 38,90       | 65 163      | 5            | 38,60 | 73 439 | 4            | 41,53 | 77 685 | 6            | 56,89 | 113 182 | 7            | 53,00 | 113 509 | 7            |
| Partido Socialista Obrero Español (PSOE)                           | 29,51       | 49 443      | 3            | 33,33 | 63 413 | 4            | 25,28 | 47 293 | 3            | 28,95 | 57 605  | 4            | 37,60 | 80 523  | 4            |
| Ciudadanos (CS)                                                    | 4,96        | 8311        | 0            | 15,60 | 29 681 | 2            | 13,31 | 24 907 | 1            | —     | —       | —            | —     | —       | —            |
| Vox                                                                | 18,02       | 30 192      | 2            | 4,78  | 9086   | 0            | 0,77  | 1448   | 0            | —     | —       | —            | —     | —       | —            |
| Podemos                                                            | 3,42        | 5736        | 0            | 3,95  | 7524   | 0            | 10,76 | 20 135 | 1            | —     | —       | —            | —     | —       | —            |
| Izquierda Unida (IU)                                               | Con Podemos | Con Podemos | Con Podemos  | 1,34  | 2556   | 0            | 2,99  | 5594   | 0            | 3,21  | 6395    | 0            | 2,24  | 4802    | 0            |
| Unión Progreso y Democracia (UPyD)                                 | —           | —           | —            | —     | —      | —            | 1,49  | 2782   | 0            | 3,03  | 6020    | 0            | —     | —       | —            |
| Coalición SI por Salamanca (SI)-Unión del Pueblo Salmantino (UPSa) | —           | —           | —            | —     | —      | —            | —     | —      | —            | 1,86  | 3700    | 0            | 3,72  | 7965    | 0            |

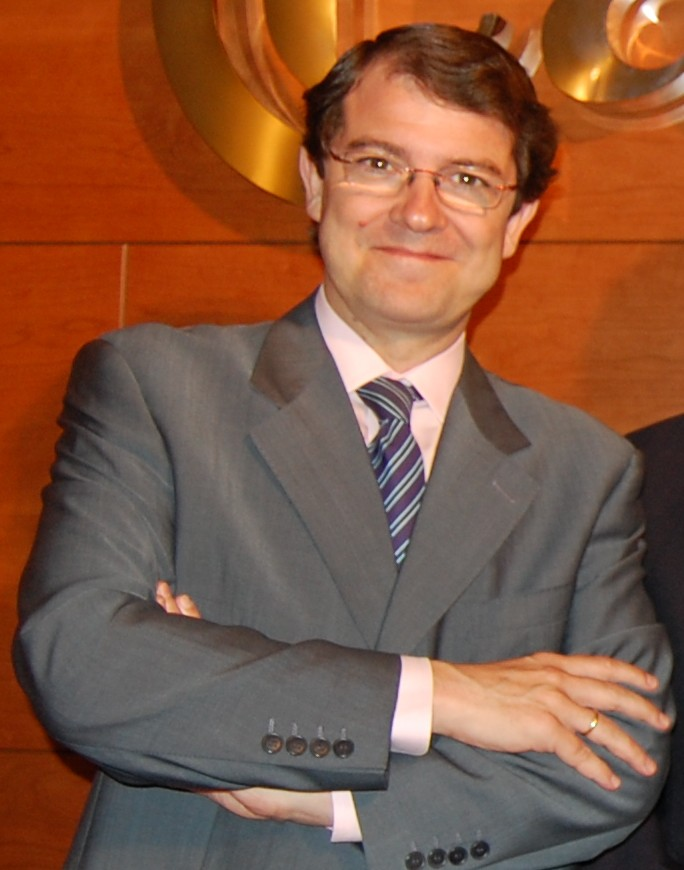
Alfonso Fernández Mañueco, natural de Salamanca, es presidente de la Junta de Castilla y León desde 2019, antes alcalde de Salamanca

Alfonso Fernández Mañueco es el presidente de la Junta de Castilla y León desde el 12 de julio de 2019. Es procurador en las Cortes de Castilla y León desde el 17 de junio de 2003, al tiempo que lo compaginaba con su puesto como alcalde de Salamanca, desde 2011 hasta 2018.

### Gobierno central
La subdelegación del Gobierno en la provincia tiene su sede en la calle Gran Vía, 31, Salamanca. La titular del cargo es Rosa López Alonso. Según el artículo 75 de la Ley 40/2015, de 1 de octubre, a los subdelegados del Gobierno les corresponde: a) Desempeñar las funciones de comunicación, colaboración y cooperación con la respectiva comunidad autónoma y con las entidades locales y, en particular, informar sobre la incidencia en el territorio de los programas de financiación estatal. En concreto les corresponde: 1.º Mantener las necesarias relaciones de cooperación y coordinación de la Administración General del Estado y sus Organismos públicos con la de la comunidad autónoma y con las correspondientes entidades locales en el ámbito de la provincia. 2.º Comunicar y recibir cuanta información precisen el Gobierno y el órgano de Gobierno de la comunidad autónoma. Realizará también estas funciones con las Entidades locales en su ámbito territorial, a través de sus respectivos Presidentes. b) Proteger el libre ejercicio de los derechos y libertades, garantizando la seguridad ciudadana, todo ello dentro de las competencias estatales en la materia. A estos efectos, dirigirá las Fuerzas y Cuerpos de Seguridad del Estado en la provincia. c) Dirigir y coordinar la protección civil en el ámbito de la provincia. d) Dirigir, en su caso, los servicios integrados de la Administración General del Estado, de acuerdo con las instrucciones del delegado del Gobierno y de los Ministerios correspondientes; e impulsar, supervisar e inspeccionar los servicios no integrados. e) Coordinar la utilización de los medios materiales y, en particular, de los edificios administrativos en el ámbito territorial de su competencia. f) Ejercer la potestad sancionadora y cualquier otra que les confiera las normas o que les sea desconcentrada o delegada.
La provincia de Salamanca elige a cuatro representantes en el Congreso de los Diputados. En las elecciones generales de 2011 resultaron elegidos Gonzalo Robles Orozco, José Antonio Bermúdez de Castro y María Jesús Moro por el PP y Jesús Caldera Sánchez-Capitán por el PSOE. En las elecciones generales de 2015 resultaron elegidos José Antonio Bermúdez de Castro y María Jesús Moro Almaraz por el PP, David Serrada Pariente por el PSOE y Pablo Yáñez González por Cs. En las elecciones generales de 2016 resultaron elegidos José Antonio Bermúdez de Castro, María Jesús Moro Almaraz y Bienvenido de Arriba Sánchez por el PP y David Serrada Pariente por el PSOE. En las elecciones generales de abril de 2019 resultaron elegidos José Antonio Bermúdez de Castro y María Jesús Moro Almaraz por el PP, David Serrada Pariente por el PSOE y José Antonio Mirón Canelo por Cs. En las elecciones generales de noviembre de 2019 resultaron elegidos José Antonio Bermúdez de Castro y María Jesús Moro Almaraz por el PP, David Serrada Pariente por el PSOE y Víctor Guido González Coello de Portugal por Vox. En las elecciones generales de julio de 2023 resultaron elegidos José Antonio Bermúdez de Castro, María Jesús Moro Almaraz, Pedro Samuel Martín por el PP y David Serrada Pariente por el PSOE.
| Partido político                         | 2023      | 2023      | 2023      | 2019 (2)    | 2019 (2)    | 2019 (2)    | 2019 (1)    | 2019 (1)    | 2019 (1)    | 2016        | 2016        | 2016        | 2015  | 2015   | 2015      | 2011  | 2011    | 2011      |
| Partido político                         | %         | Votos     | Diputados | %           | Votos       | Diputados   | %           | Votos       | Diputados   | %           | Votos       | Diputados   | %     | Votos  | Diputados | %     | Votos   | Diputados |
| Partido Popular (PP)                     | 46,87     | 93 318    | 3         | 34,82       | 67 249      | 2           | 28,56       | 60 154      | 2           | 48,24       | 97 672      | 3           | 42,67 | 89 375 | 2         | 60,04 | 128 887 | 3         |
| Partido Socialista Obrero Español (PSOE) | 30,49     | 60 718    | 1         | 29,36       | 56 710      | 1           | 28,17       | 59 331      | 1           | 21,36       | 43 252      | 1           | 21,75 | 45 593 | 1         | 26,24 | 55 331  | 1         |
| Vox                                      | 14,67     | 29 203    | 0         | 18,06       | 34 883      | 1           | 12,64       | 26 631      | 0           | —           | —           | —           | 0,39  | 822    | 0         | —     | —       | —         |
| Sumar-Podemos                            | 5,53      | 11 012    | 0         | 6,92        | 13 357      | 0           | 7,87        | 16 575      | 0           | 12,56       | 25 441      | 0           | 12,29 | 25 743 | 0         | —     | —       | —         |
| Izquierda Unida (IU)                     | Con Sumar | Con Sumar | Con Sumar | Con Podemos | Con Podemos | Con Podemos | Con Podemos | Con Podemos | Con Podemos | Con Podemos | Con Podemos | Con Podemos | 3,35  | 7017   | 0         | 4,31  | 9256    | 0         |
| Ciudadanos (CS)                          | —         | —         | —         | 8,64        | 16 682      | 0           | 20,69       | 43 580      | 1           | 15,74       | 31 878      | 0           | 16,82 | 35 242 | 1         | —     | —       | —         |
| Unión Progreso y Democracia (UPyD)       | —         | —         | —         | —           | —           | —           | —           | —           | —           | 0,34        | 683         | 0           | 0,80  | 1669   | 0         | 6,18  | 13 276  | 0         |

La provincia de Salamanca elige además a cuatro representantes en el Senado. En las elecciones generales de 2011 resultaron elegidos Isabel Jiménez García, José Muñoz Martín y Julián Lanzarote por el PP y Elena Diego por el PSOE. En las elecciones generales de 2015 resultaron elegidos Gonzalo Jesús Robles Orozco, Francisco Javier Iglesias García y Esther Basilia del Brio González por el PP y Rosa María López Alonso por el PSOE. En las elecciones generales de 2016 resultaron elegidos Gonzalo Jesús Robles Orozco, Francisco Javier Iglesias García y Esther Basilia del Brío González por el PP y Rosa María López Alonso por el PSOE. En las elecciones generales de abril de 2019 resultaron elegidos Bienvenido de Arriba Sánchez, Gonzalo Jesús Robles Orozco y Esther Basilia del Brío González por el PP y María Elena Diego Castellanos por el PSOE. En las elecciones generales de noviembre de 2019 resultaron elegidos Bienvenido de Arriba Sánchez, Esther Basilia del Brío González y Gonzalo Jesús Robles Orozco por el PP y María Elena Diego Castellanos por el PSOE. En las elecciones generales de julio de 2023 resultaron elegidos Bienvenido de Arriba Sánchez, Esther Basilia del Brío González y Gonzalo Jesús Robles Orozco por el PP y María Elena Diego Castellanos por el PSOE.

### Grupos de acción local
En Salamanca existen la Asociación para el Desarrollo de la Comarca de Ciudad Rodrigo (ADECOCIR), la Asociación para el Desarrollo de la Zona Oeste de Salamanca (ADEZOS), la Asociación para el Desarrollo Rural y Económico de las Comarcas de Campo Charro Alba de Tormes y Guijuelo (ADRECAG), la Asociación para el Desarrollo Integral de las Sierras de Salamanca (ADRISS) y la Asociación para el Desarrollo Rural Endógeno del Territorio Nordeste de Salamanca. Gestionan una importante cuantía de los presupuestos autonómicos, provinciales y europeos.

### Organización territorial
362 términos municipales
                                       5 partidos judiciales
                                11 comarcas principales
                         22 comarcas y subcomarcas

#### Municipios
Actualmente la provincia de Salamanca se encuentra dividida en 362 municipios o ayuntamientos que administran a una o varias localidades.
Es la segunda provincia española con mayor número de municipios, por detrás de la de Burgos. La mayoría de ellos tienen menos de 1000 habitantes.

#### Entidades locales menores
En 17 municipios salmantinos se han constituido 19 entidades locales menores. Se trata de Águeda del Caudillo (Ciudad Rodrigo), Aldeaseca de Armuña (Villares de la Reina), Bercimuelle (Puente del Congosto), Boadilla (La Fuente de San Esteban), Bocacara (Ciudad Rodrigo), Campillo de Salvatierra (Guijuelo), Cespedosa de Agadones (Herguijuela de Ciudad Rodrigo), Fuentebuena (Béjar), Galleguillos (Gajates), Guadapero (Serradilla del Arroyo), Herrezuelo (Anaya de Alba), La Lurda (Garcihernández), Mozodiel de Sanchiñigo (Villamayor), Navagallega (Membribe de la Sierra), Santa María de los Llanos (Santibáñez de la Sierra), Turra de Alba (Pedrosillo de Alba), Valdesangil (Béjar), Villanueva de los Pavones (La Orbada) y Villarejo (Zamarra).

#### Mancomunidades
La provincia de Salamanca tiene 32 mancomunidades. Son agrupaciones de varios municipios que gestionan servicios como el agua o la basura. Un mismo municipio puede pertenecer a una o varias mancomunidades. También hay municipios no adscritos a ninguna de ellas.
- Aguas de Santa Teresa
- Aguas Águeda-Azaba
- Alto Águeda
- Alto Tormes
- Arribes del Duero
- Azud de Villagonzalo de Tormes
- Burguillos
- Cabeza de Horno
- Calvarrasa de Arriba-Terradillos
- Campo Charro
- Centro Duero
- El Abadengo
- Cuatro Caminos
- Embalse de Béjar
- Entresierras
- Guijuelo y su entorno comarcal
- La Armuña
- Las Dehesas
- Comarca de Ledesma
- Linares de Riofrío y su entorno
- Margañán
- Pantano de Santa Teresa
- Peñaranda
- Puente La Unión
- Riberas del Águeda, Yeltes y Agadón
- Ruta de la Plata
- Rutas de Alba
- Sierra de Francia
- Tierras del Tormes
- Vitigudino
- Yeltes
- Zona de Cantalapiedra y Las Villas

#### Partidos judiciales
Las necesidades judiciales de los municipios de la provincia de Salamanca se gestionan en 5 ciudades que conforman 5 partidos judiciales.
- Partido judicial de Béjar
- Partido judicial de Ciudad Rodrigo
- Partido judicial de Peñaranda
- Partido judicial de Salamanca
- Partido judicial de Vitigudino

#### Comarcas
Las comarcas de la provincia de Salamanca son demarcaciones histórico-tradicionales, culturales o geográficas que no cuentan con ninguna función administrativa. Las únicas demarcaciones administrativas de la provincia son las de los municipios, los partidos judiciales y las mancomunidades. En toda Castilla y León ocurre lo mismo pues la única comarca reconocida por ley es la del Bierzo. Si obviamos las subcomarcas, en la provincia de Salamanca se contabilizan 11 comarcas principales.
- Campo de Salamanca
- Comarca de Ciudad Rodrigo
- Comarca de Guijuelo
- Comarca de Vitigudino
- La Armuña
- Las Villas
- Sierra de Béjar
- Sierra de Francia
- Tierra de Alba
- Tierra de Ledesma
- Tierra de Peñaranda

La comarca de Vitigudino cuenta con las subcomarcas de El Abadengo, Las Arribes, la Tierra de Vitigudino y La Ramajería, la comarca de Ciudad Rodrigo con las de La Socampana, el Campo de Argañán, el Campo de Yeltes, Campo de Agadones, el Campo de Robledo y El Rebollar, la Tierra de Peñaranda con Las Guareñas y la comarca de Guijuelo con Entresierras, Salvatierra y el Alto Tormes. En total se contabilizan 22 comarcas y subcomarcas aunque existen otras zonas que también podrían catalogarse como subcomarcas pero que no cuentan con una entidad destacada, es decir, que o son muy pequeñas o no tienen una demarcación clara. Es el caso del valle de Las Batuecas, Las Quilamas y La Calería (Sierra de Francia), La Huebra (Campo de Salamanca), el Campo de Azaba (Campo de Argañán) y el Alto Alagón y Las Bardas (Entresierras).
| Pueblo               | Incorporación |
| -------------------- | ------------- |
| La Alberca           | 2014          |
| Mogarraz             | 2014          |
| Candelario           | 2015          |
| Ciudad Rodrigo       | 2016          |
| Miranda del Castañar | 2017          |
| Ledesma              | 2018          |

#### Los Pueblos Más Bonitos de España
Con seis pueblos, Salamanca es la segunda provincia española con más pueblos dentro de la asociación de Los Pueblos Más Bonitos de España, solo por detrás de la provincia de Teruel que cuenta con siete.

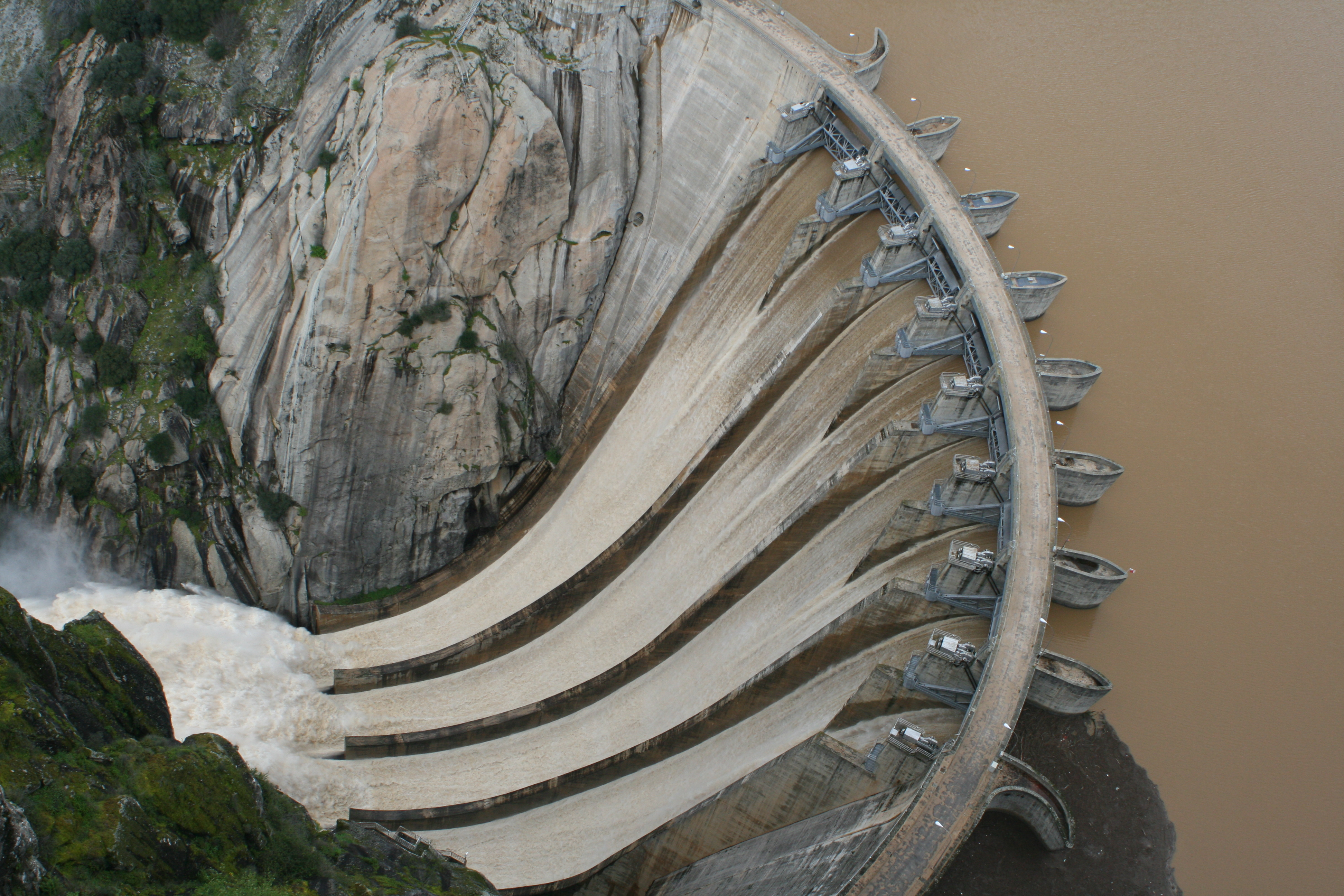
La presa de Aldeadávila, en las arribes del Duero, posee la segunda central hidroeléctrica más importante del país, con 1139 MW instalados

## Economía

### Energía
En el campo de la energía hidroeléctrica, Salamanca es la primera provincia española en potencia instalada, debido en gran parte a que la presa de Aldeadávila posee la central hidroeléctrica con mayor capacidad productiva del país. Con 1139 MW, solo la supera, en potencia instalada, el complejo de Cortes de Pallás-La Muela (Valencia). La otra central salmantina importante es la de la presa de Almendra, con 810 MW instalados.
En el campo de la energía eólica, es la provincia castellanoyleonesa con menos instalaciones, debido en gran parte a los numerosos espacios protegidos que tiene, también a la vigencia de un plan eólico provincial desfasado, que data de 1998. Salamanca cuenta con los parques eólicos de Bandeleras (36 MW), Las Dueñas (31,45 MW), Los Concejiles (11,69 MW), Matabuey (16,2 MW), Teso Santo (50 MW) y Rodera Alta (34 MW).
Respecto a la energía solar, cabe decir que la planta situada entre los municipios de Zarapicos y San Pedro del Valle fue inaugurada en 2007 como la segunda mayor del mundo. Teniendo en cuenta la celeridad con la que se construyen nuevas plantas solares, pronto se verá superada.
Salamanca no posee centrales térmicas ni nucleares pero la Empresa Nacional del Uranio (ENUSA) tiene en Juzbado la fábrica de combustible nuclear que abastece de uranio a todas las centrales nucleares de España. También a los reactores de nueve francesas. Exporta el 70 % de lo que fabrica.

## Servicios

### Transporte

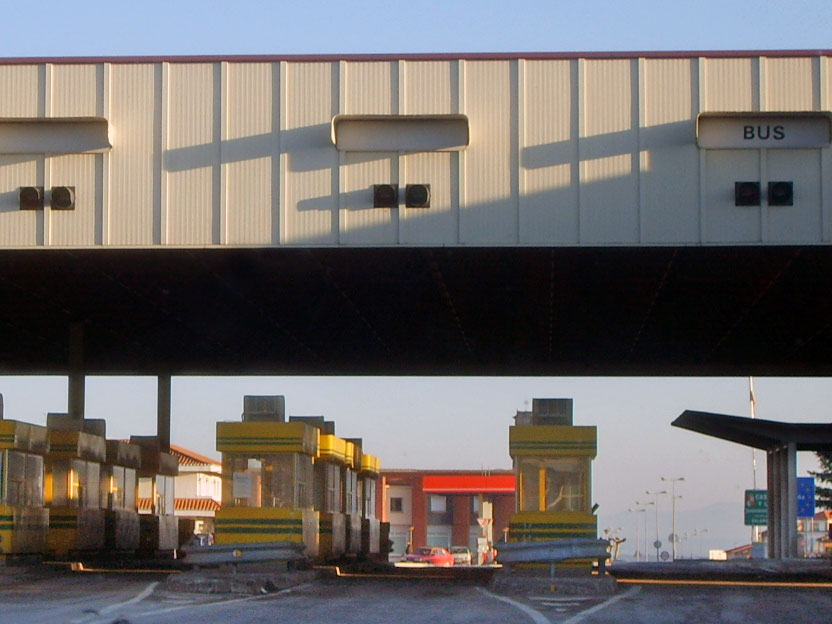
Antigua aduana entre Vilar Formoso (Portugal) y Fuentes de Oñoro (España)

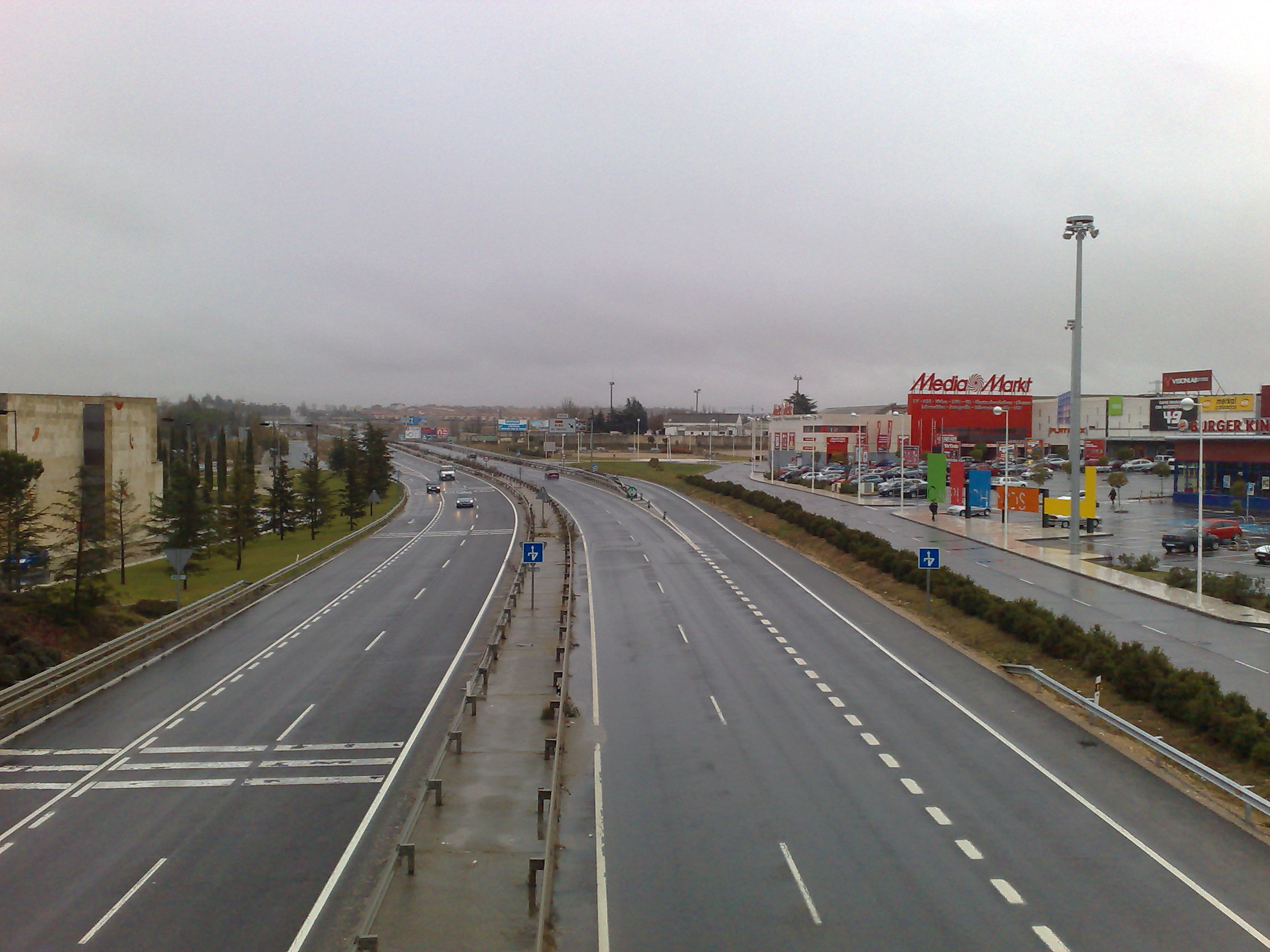
La A-50 en Santa Marta de Tormes

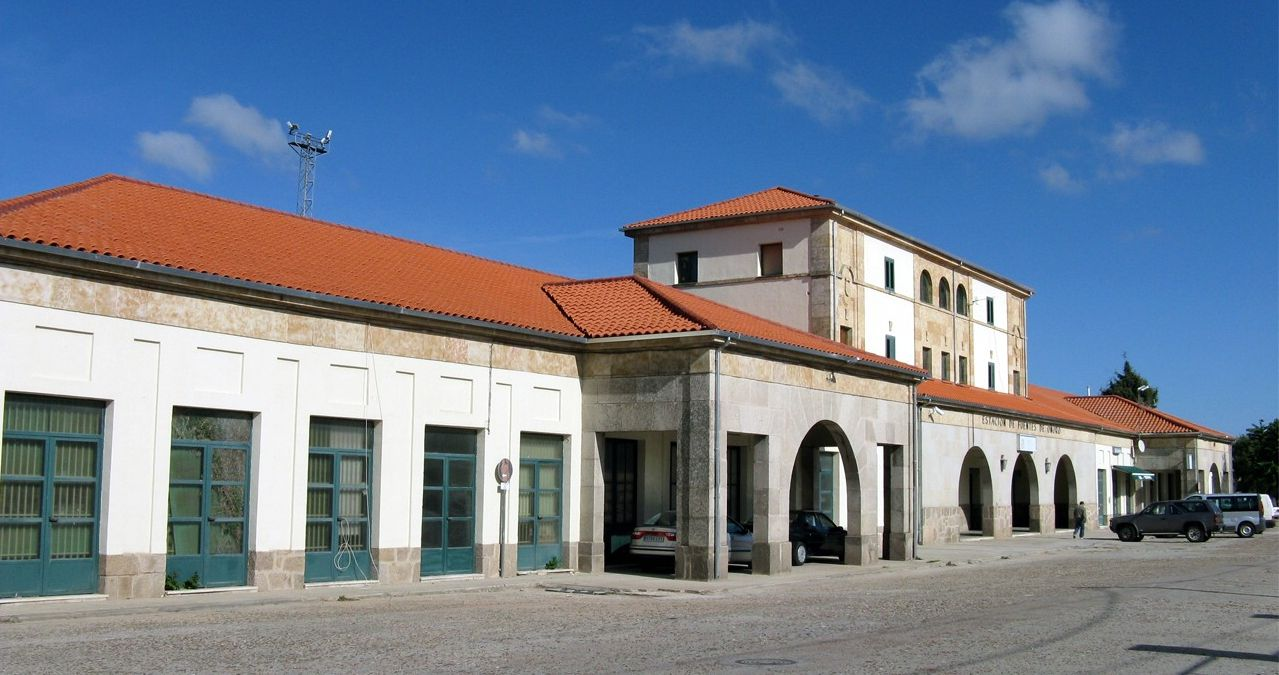
La estación de tren de Fuentes de Oñoro es uno de los cuatro puntos de enlace existentes entre la red ferroviaria española y la portuguesa

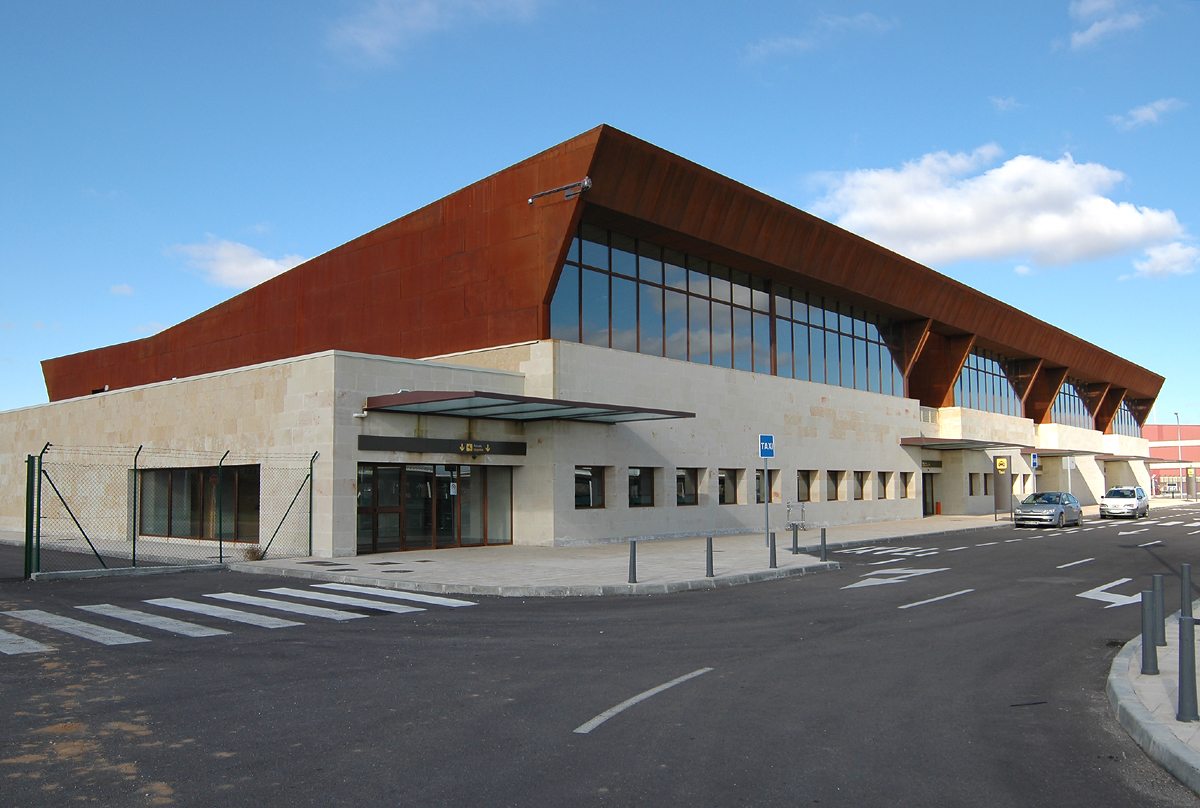
El Aeropuerto de Matacán se sitúa en los términos municipales de Machacón, Calvarrasa de Abajo y Villagonzalo de Tormes, a 17 km de la ciudad de Salamanca

#### Red de carreteras
De la red de carreteras salmantinas destacan especialmente la Autovía Ávila-Salamanca (A-50), la Autovía de Castilla (A-62) y la Autovía Ruta de la Plata (A-66). Las dos últimas forman parte de las rutas europeas E80 y E803. Salamanca capital cuenta con las circunvalaciones SA-20 y SA-11.
|  | Denominación             | Desde - Hasta     | Ciudades importantes de Salamanca por donde pasa |
|  | ------------------------ | ----------------- | ------------------------------------------------ |
|  | Autovía Ávila-Salamanca  | Ávila - Salamanca | Peñaranda de Bracamonte y Salamanca.             |
|  | Autovía de Castilla      | Burgos - Portugal | Salamanca y Ciudad Rodrigo.                      |
|  | Autovía Ruta de la Plata | Gijón - Sevilla   | Salamanca, Guijuelo y Béjar.                     |

|  | Denominación             | Desde - Hasta     | Ciudades importantes de Salamanca por donde pasa |
|  | ------------------------ | ----------------- | ------------------------------------------------ |
|  | Carretera nacional N-501 | Ávila - Salamanca | Peñaranda de Bracamonte y Salamanca.             |
|  | Carretera nacional N-620 | Burgos - Portugal | Salamanca y Ciudad Rodrigo.                      |
|  | Carretera nacional N-630 | Gijón - Sevilla   | Salamanca, Guijuelo y Béjar.                     |

#### Ferrocarril
La red ferroviaria cuenta en la provincia con las líneas Salamanca-Fuentes de Oñoro-Portugal, Salamanca-Ávila-Madrid y Salamanca-Medina del Campo-Valladolid. También existen la línea Zamora-Salamanca-Plasencia y la línea La Fuente de San Esteban-Barca de Alba que se encuentran totalmente abandonadas. Esta última está declarada bien de interés cultural desde el año 2000.

#### Transporte aéreo
Salamanca es una de las cuatro ciudades castellanas y leonesas que cuenta con una instalación aeroportuaria, el aeropuerto de Matacán. Ofrece vuelos a Barcelona durante todo el año y a Palma de Mallorca, Menorca, Málaga, Gran Canaria, Tenerife y Lanzarote durante el verano. Fue sede de Iberia durante la guerra civil española y albergó la Escuela Nacional de Aeronáutica entre 1974 y 1993, luego sucedida por SENASA y Adventia.

### Patrimonio

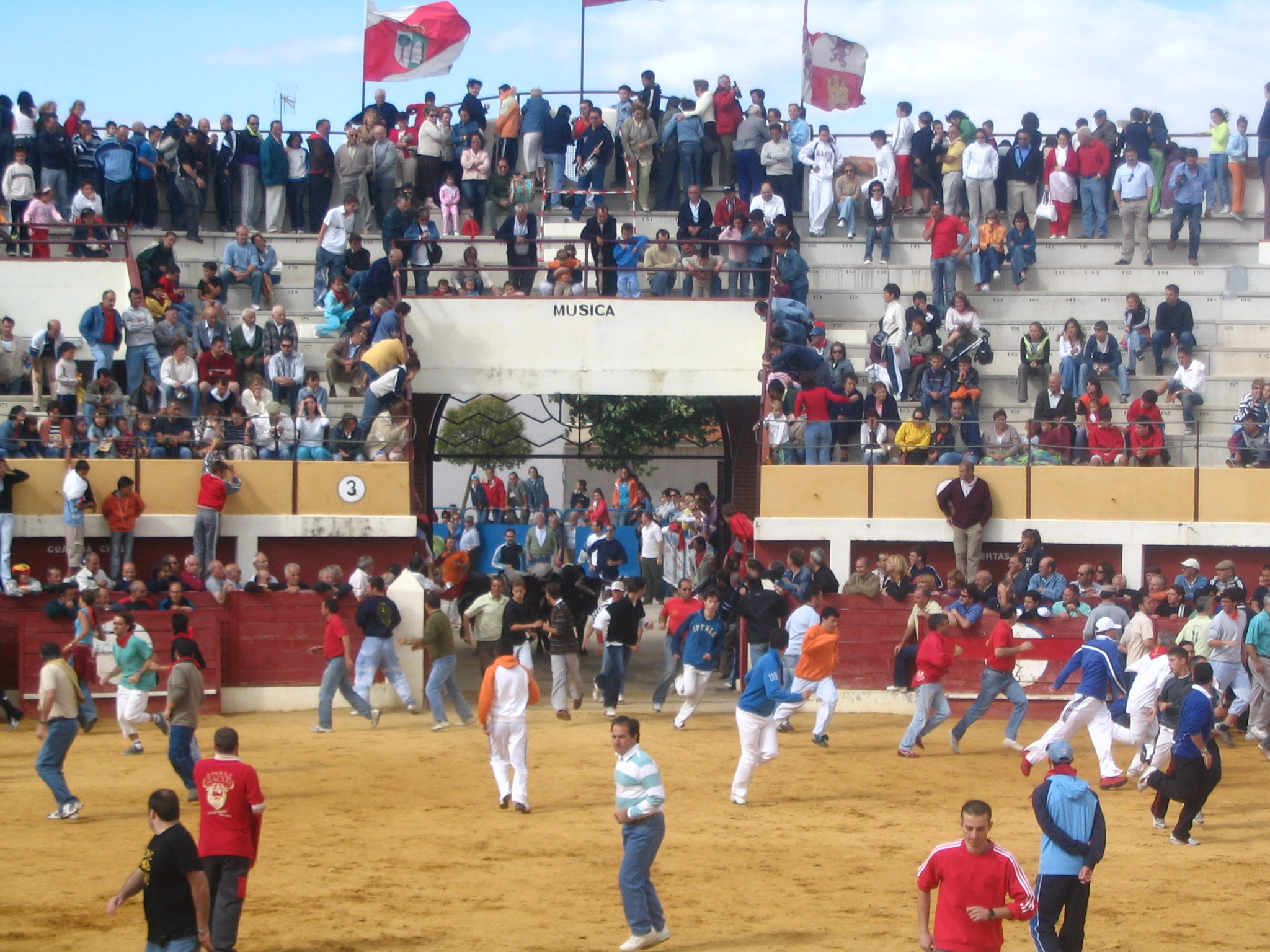
Encierros en Macotera, en la comarca de la Tierra de Peñaranda

## Cultura

### Fiestas
La ciudad de Salamanca celebra el 12 de junio las fiestas de su patrón San Juan de Sahagún y el 8 de septiembre las de su patrona la Virgen de la Vega. También festeja otras muy famosas como el lunes de aguas y la Semana Santa, declarada de interés turístico internacional.
En el resto de la provincia es de interés turístico internacional la procesión del Corpus Christi de Béjar con los Hombres de Musgo. De interés turístico nacional el Carnaval del Toro de Ciudad Rodrigo y la Loa de La Alberca. De interés turístico regional se celebran la fiesta de El Noveno de San Felices de los Gallegos a mediados de mayo, la boda típica de Candelario en el segundo domingo de agosto, el Corpus Christi de La Alberca, la matanza típica de Guijuelo durante enero y febrero, La Charrada de Ciudad Rodrigo cada sábado santo y las fiestas patronales de Santa Teresa de Alba de Tormes a mediados de octubre.
Otras fiestas destacadas son los ofertorios de La Alberca, Mogarraz, Cepeda y San Martín del Castañar, el Petitorio de Navidad de Sequeros, los Espantos de Ledesma, La Misa del Gallo de Macotera, La Robra de El Cabaco, la cena de San Silvestre en Aldea del Obispo y La Chorizá de Puerto Seguro.
El 5 de febrero, se celebra la fiesta de Las Águedas en muchas localidades de la provincia. Es especialmente vistosa la de Miranda del Castañar. Otras fiestas comunes en muchas localidades son las animadas por encierros y corridas de toros. Se celebran en Alba de Tormes, Aldeadávila de la Ribera, Cepeda, Ciudad Rodrigo, Fuenteguinaldo, Gallegos de Argañán, Ledesma, Lumbrales, Los Santos, Ledesma, Lumbrales, Macotera, Martín de Yeltes, San Felices de los Gallegos, Sancti-Spíritus, Saucelle, Villarino de los Aires, Villavieja de Yeltes, Vilvestre y Vitigudino.

### Gastronomía

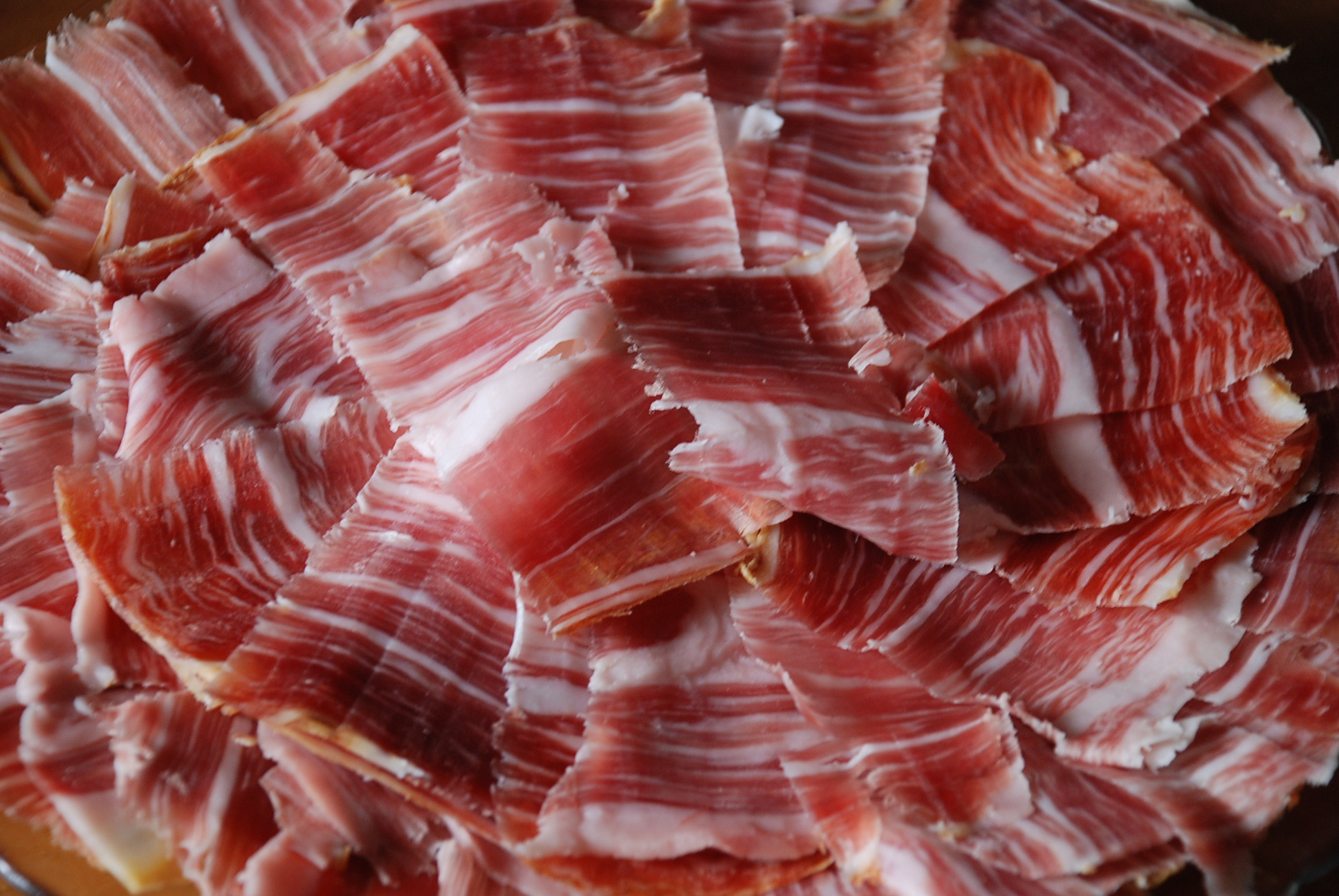
Jamón de Guijuelo, la denominación de origen más famosa de la provincia

Entre sus productos cabe destacar el jamón de Guijuelo, la denominación de origen más famosa de la provincia. También son reconocidos, aunque menos famosos, la Carne de Morucha, el Cerdo Ibérico de Salamanca, la Ternera Charra el Queso Arribes de Salamanca, el farinato de Ciudad Rodrigo, la lenteja de La Armuña, el garbanzo de Pedrosillo y la cereza de la sierra de Francia. Como platos típicos gozan de fama el hornazo, que en Cepeda está cubierto de azúcar, el limón serrano y la sopa de ajo. Otros menos conocidos son el lechazo, el cochinillo, la chanfaina, las patas de cordero, el calderillo bejarano, el bollo maimón, los chochos de yema y las rosquillas de Ledesma.

### Folclore
El traje charro es comúnmente conocido y usado en las festividades de toda la provincia aunque en algunas comarcas tienen su propio traje tradicional, como es el caso de la Sierra de Francia, El Rebollar, La Ribera, La Armuña y la Sierra de Béjar. El de esta última es el protagonista principal de la boda típica de Candelario, fiesta de interés turístico regional.

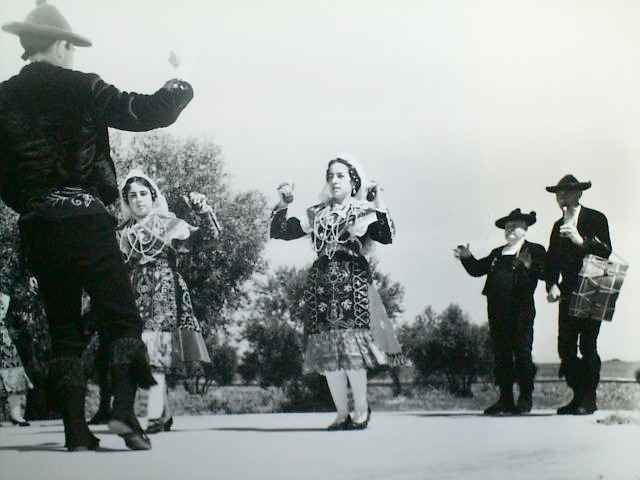
Personas bailando con el típico traje charro salmantino

Evolución de las lenguas de la península

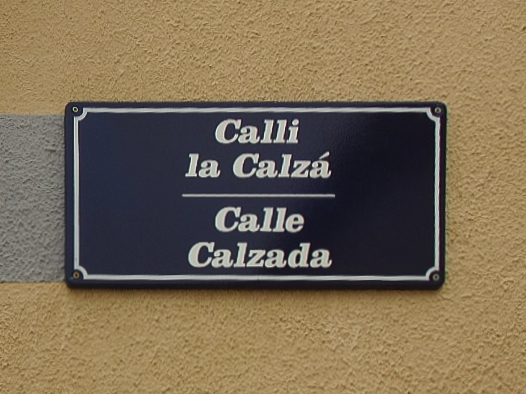
Cartel de una calle de Robleda rotulado en palra y en castellano, en la comarca de El Rebollar

### Lenguas
El castellano es la única lengua oficial en toda la provincia de Salamanca pero también se hablan otras muy minoritarias como el leonés y el portugués.
Hace siglos fue relativamente extenso el dominio del leonés. Era la lengua de los repobladores que se instalaron en la provincia tras la reconquista y está reconocido por la Junta de Castilla y León en su Estatuto de Autonomía debido a su mayor presencia en otras provincias, sobre todo en la de León, algo menos en la de Zamora. En la salmantina, todavía quedan algunos residuos, en mayor o menor grado, al oeste y al sur, en La Ribera, La Ramajería, El Abadengo, el Campo de Robledo, El Rebollar, Los Agadones, la Sierra de Francia y la Sierra de Béjar. En la mayoría de los casos, se trata del uso de determinadas palabras y expresiones lingüísticas del leonés o derivadas del leonés, pues prácticamente solo se conserva como idioma en la comarca de El Rebollar. En ella, sus habitantes lo usan de forma cotidiana y consideran que es un valioso patrimonio cultural a proteger, hasta tal punto que incluso en algunos de sus municipios rotulan el nombre de las calles de forma bilingüe. Se conoce popularmente como habla de El Rebollar o palra d'El Rebollal y se cataloga habitualmente como extremeño, el cual tiene afinidades con la lengua asturleonesa.
El influjo cultural de la prestigiosa Universidad de Salamanca fue probablemente la causa de la rápida castellanización de esta provincia, que dividió y aisló en dos el dominio del leonés. Esto eliminó la continuidad geográfica que seguramente existió con los dialectos del sur de la provincia, que hoy se catalogan como extremeño.
En 1492, Antonio de Nebrija redactó y publicó en Salamanca la primera gramática de la lengua castellana, convirtiendo a la ciudad en un referente de esta lengua. Hoy en día lo sigue siendo pero otros motivos y es que los estudiantes extranjeros la eligen prioritariamente entre otras ciudades para aprender el castellano. Debido a esto y otros hitos, se incluye en el Camino de la Lengua Castellana.
Por otra parte y debido al carácter fronterizo de la provincia de Salamanca, el idioma portugués es hablado de forma habitual junto con el castellano en algunas zonas del Campo de Argañán vecinas de Portugal, sobre todo en las localidades de La Alamedilla y Fuentes de Oñoro.

### Deportes
- La Unión Deportiva Salamanca jugó 12 temporadas en la primera división de España en las décadas de 1970 a 1990, así como 34 temporadas en segunda división, pero fue disuelto en 2013.
- Salamanca Club de Fútbol UDS, Se fundó en 2013, tras la desaparición de la Unión Deportiva Salamanca. Disputa sus partidos como local en el estadio Helmántico, que utilizó la Unión Deportiva Salamanca desde 1970 hasta su disolución en 2013.
- El Perfumerías Avenida es un referente en el baloncesto femenino español y europeo.
- La pelota a mano es un evidente deporte tradicional de la provincia de Salamanca, pues existen numerosos frontones o trinquetes por sus pueblos.
- La calva, otro de sus deportes tradicionales, antiguamente propio de pastores.[164]

### Medios de comunicación
En televisión existe la desconexión provincial de Castilla y León Televisión a través de La 8.
En prensa, los diarios más destacados son La Gaceta de Salamanca, Salamanca 24 horas, Salamanca RTV al día y Tribuna de Salamanca. Este último cerró su edición impresa en 2011 y El Adelanto de Salamanca cesó su actividad total en 2013. Tanto Salamanca 24 horas como Salamanca RTV al día (antes Diario de Salamanca) nacieron en internet, este último apostando por la creación de portales de noticias comarcales, independientes de la cabecera principal. El Norte de Castilla, decano de la prensa española y líder en Castilla y León, inauguró en 2013 una nueva edición del periódico en Salamanca.

### Rodaje de películas
La provincia de Salamanca ha sido escenario de numerosas producciones cinematográficas a lo largo de las décadas, mostrando su versatilidad como localización.
La primera película conocida rodada en la región fue Las lavanderas del río Tormes (1897).
Otras producciones, tanto nacionales como internacionales han sido las siguientes: Doctor Zhivago (1965). En la película se distingue el embalse de Aldeadávila, situado en Aldeadávila de la Ribera, localidad enclavada en pleno corazón del parque natural de Arribes del Duero.
1492: La conquista del paraíso (1987). En esta superproducción se aprecian de la capital salmantina las dos catedrales, el convento de San Esteban, la Iglesia de San Benito, la calle Compañía, la plaza Concilio de Trento y el Patio de Escuelas, localizaciones que permiten a la película recrear fielmente la ciudad en el siglo XV.
En Terminator: destino oscuro (2019) se reconoce el enclave cinematográfico de la presa de Aldeadávila. Una central hidroeléctrica enclavada en el cañón del tramo inferior del río Duero en las Arribes del Duero. El rodaje contó con la participación de cerca de 200 personas, de las cuales una veintena pertenecían a la localidad salmantina de Aldeadávila de la Ribera.
En Mientras dure la guerra, del director Alejandro Amenábar, se utilizaron diferentes localizaciones de la Universidad de Salamanca, como su Patio de Escuelas o la fachada y los interiores de la casa de Unamuno situada en la calle Libreros número 25, convertida actualmente en museo.

### Personas destacadas

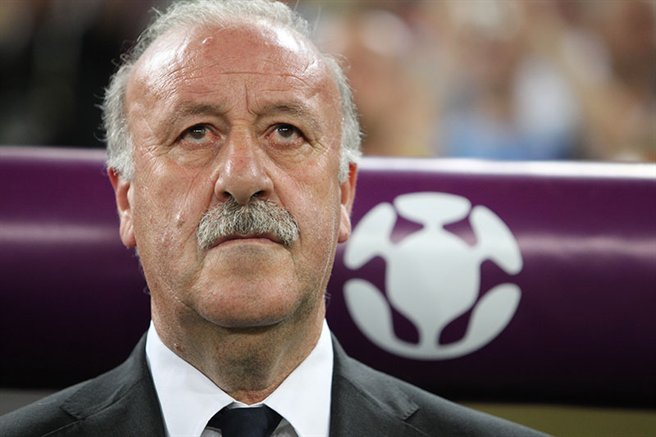
Vicente del Bosque
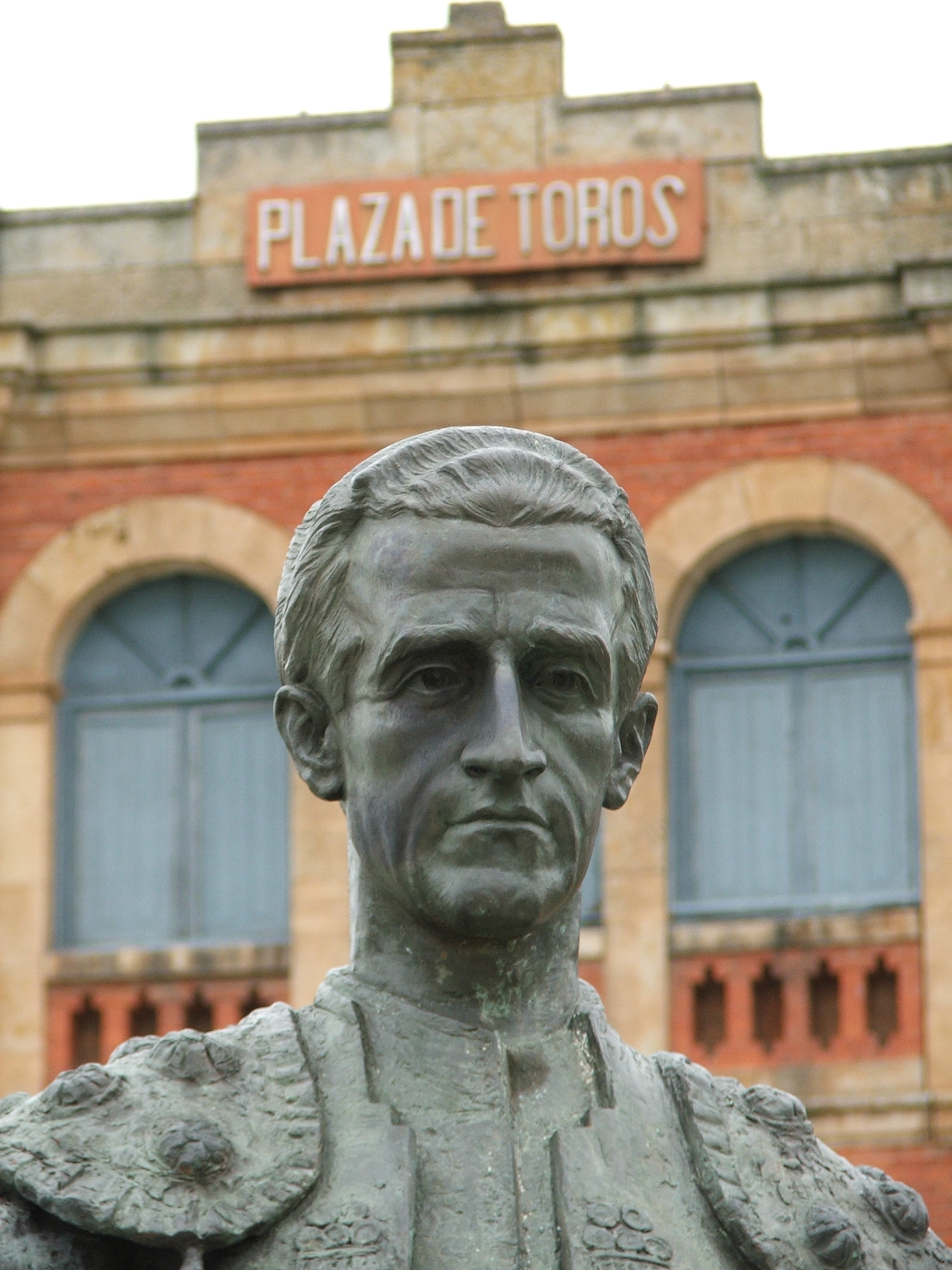
El Viti
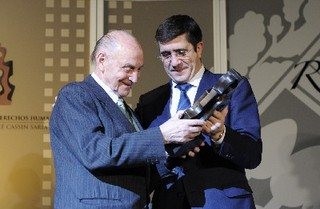
Marcos Ana
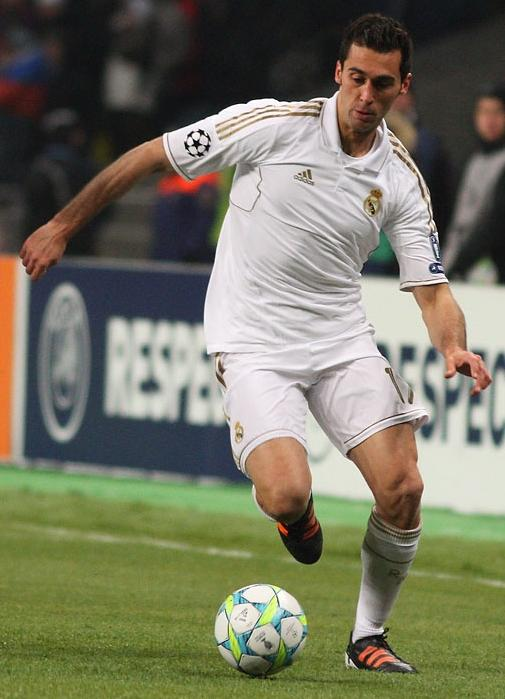
Arbeloa
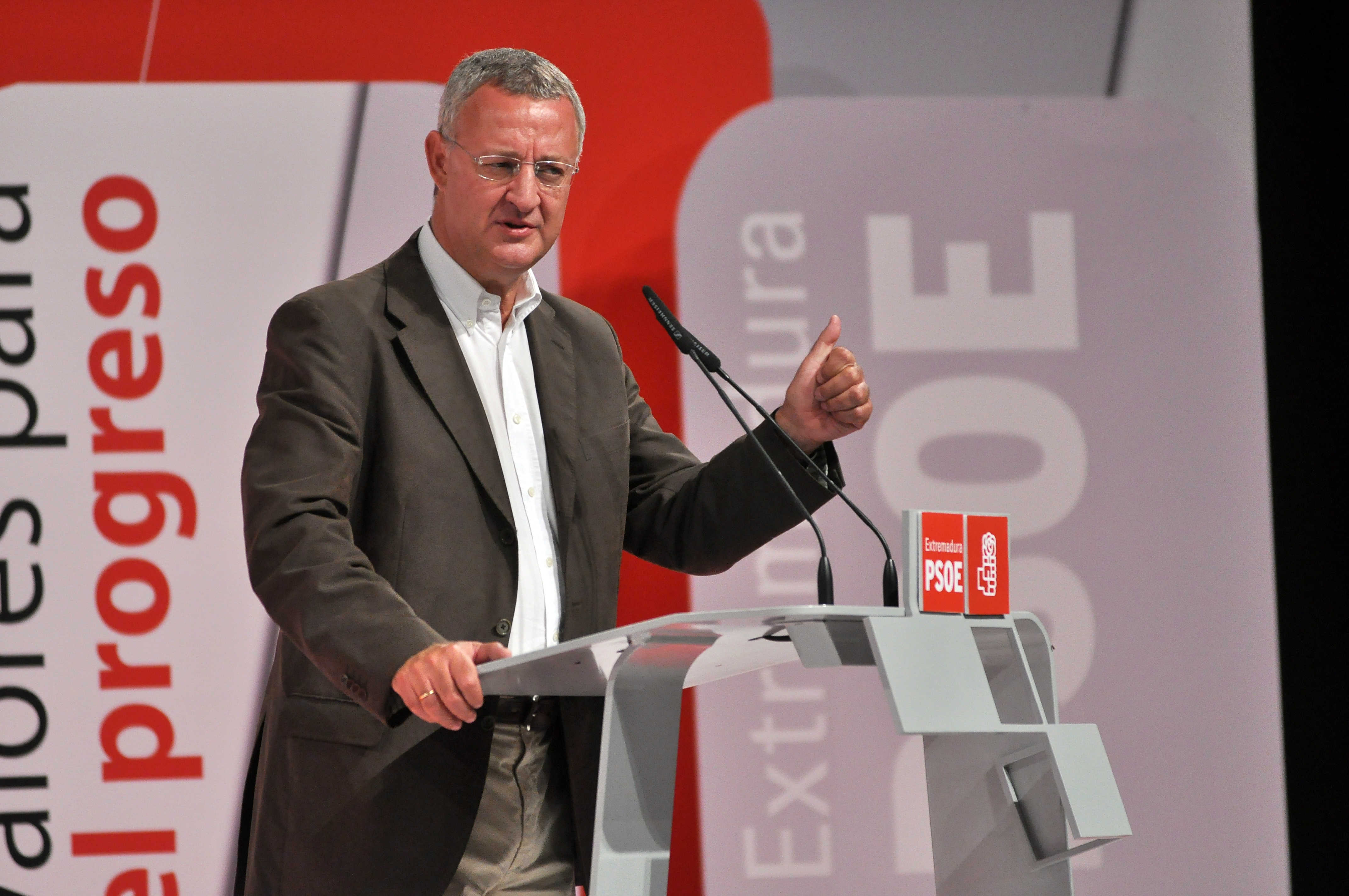
Jesús Caldera
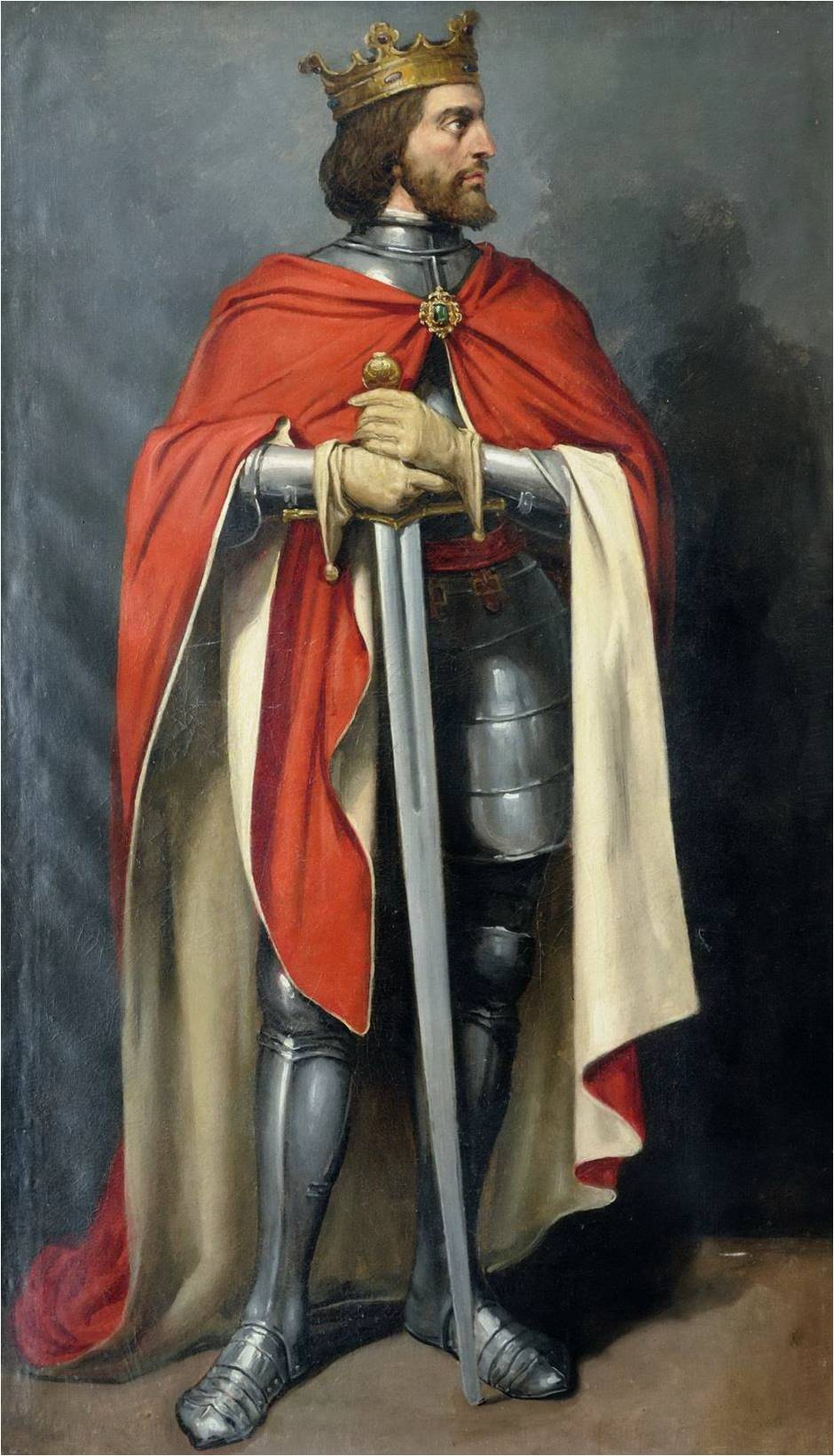
Alfonso XI
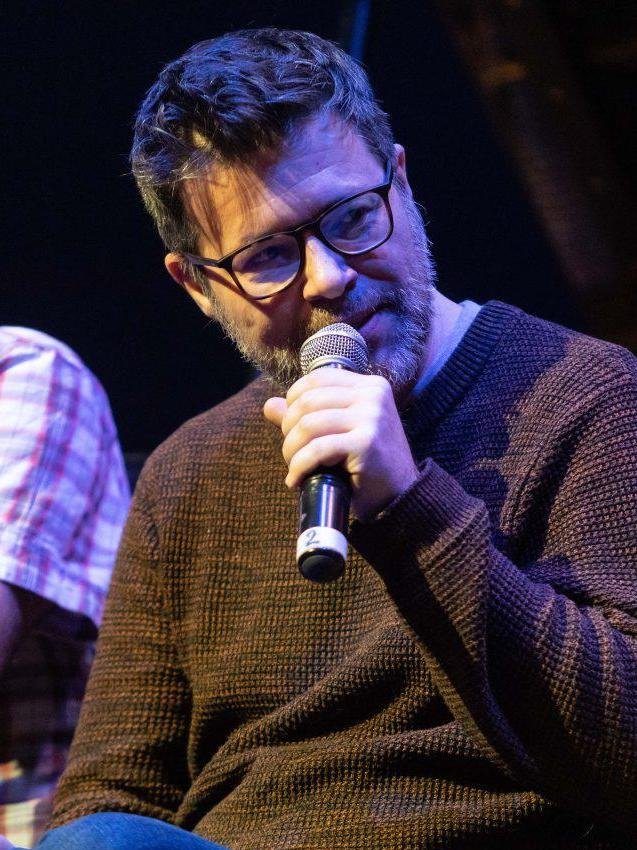
Quequé